# Homosexualität in Spanien

Geografische Lage Spaniens

Homosexualität wird in Spanien gesellschaftlich akzeptiert. Spanien gilt als ein liberales Land im Umgang mit Homosexualität. Mit der Ablösung der konservativen Regierung durch die Sozialisten wurde Spanien 2005 das weltweit dritte Land, das homosexuellen Paaren die Ehe und Adoption ermöglichte.

## Legalität
Homosexuelle Handlungen sind in Spanien legal und das Schutzalter für Sexualverkehr in Spanien liegt wie bei Heterosexuellen bei 16 Jahren. Im November 2006 erließ die Regierung Zapateros ein Gesetz, wodurch trans Personen sich mit ihrem Geschlecht in öffentliche Dokumente eintragen lassen können, auch bevor sie sich operativen Eingriffen unterziehen.

### Anerkennung gleichgeschlechtlicher Ehen

Eheschließungsrate 2008
0,127 – 0,060
0,060 – 0,040
0,040 – 0,020
0,020 – 0,013

Am 30. Juni 2005 verabschiedeten die Cortes Generales unter dem sozialistischen Ministerpräsidenten José Luis Rodríguez Zapatero das Gesetz, das homosexuellen Paaren ab dem 3. Juli 2005 die Schließung der traditionellen Ehe erlaubt und ihnen alle Rechte heterosexueller Paare zugesteht, wie z. B. die Adoption von Kindern.
Am 27. Juni 2007, zwei Jahre nach der Einführung des Gesetzes, gab das spanische Justizministerium bekannt, dass bis dahin 3.340 Paare geheiratet hatten. Die Zahl der homosexuellen Eheschließungen liegt aber möglicherweise dreifach höher, da die Daten der nichtinformatisierten Gemeinden sowie diejenigen aus dem Baskenland nicht berücksichtigt werden konnten. Nach Angaben des Ministeriums wurden von diesen 3.340 Ehen 2.375 zwischen Männern und 965 zwischen Frauen geschlossen. Madrid ist die autonome Region, wo die höchste Zahl registriert wurde (1.060), gefolgt von Katalonien (871), Andalusien (399), Valencia (263), Balearische Inseln (116), Asturien (101), Kastilien und León (89), Aragón (86), Kanarische Inseln (83), Murcia (61), Kastilien–La Mancha (56), Extremadura (54), Galicien (31), Kantabrien (28), Navarra (25) und La Rioja (13).
Am 5. November 2012 bestätigte das Spanische Verfassungsgericht die Eheöffnung in Spanien.

### Adoptionsrecht
Seit 2006 verhandelt die spanische Regierung mit anderen Staaten, um ausländische Adoptionen zu ermöglichen.
Das Gesetz zur künstlichen Befruchtung wurde ebenfalls 2006 abgeändert. Somit wird auch die lesbische Ehefrau der Gebärenden als Elternteil anerkannt.

## Gesellschaftliche Situation
Homo- und Bisexualität sind in der Bevölkerung akzeptiert, besonders in Großstädten wie Madrid, Barcelona, Valencia, Sevilla, Bilbao, Málaga, Saragossa, Las Palmas de Gran Canaria und anderen Städten mit vielen Touristen und ausländischer Bevölkerung wie Santa Cruz de Tenerife und Cádiz. Daneben kommt es, vor allem in kleineren Orten und Dörfern, weiterhin zu Fällen von Diskriminierungen.
In der Studie »Rainbow Europe« der ILGA steht Spanien hinsichtlich Toleranz und Rechte für die LGBT-Bürger stets an den ersten Plätzen in Europa. Im Jahr 2010 stand Spanien nach Schweden an zweiter Stelle mit Belgien, den Niederlanden und Norwegen; Im Jahr 2012 hatte Spanien wieder die zweite Stelle inne, diesmal zusammen mit Deutschland. Die Qualifikation von 2013 setzte Spanien an die vierte Stelle (65 %) zusammen mit Portugal und Schweden; allerdings lagen Belgien mit 67 % und Norwegen mit 66 % dicht an zweiter und dritter Stelle. Großbritannien erreichte mit 77 % die erste Stelle. Spanien erreichte im Jahr 2015 den sechsten Rang (69 %), zusammen mit den Niederlanden und Norwegen, deutlich vor Deutschland (56 %) und Österreich (52 %). Diese Rückstufung wurde von der ILGA wegen einiger Maßnahmen der konservativen PP-Regierung in der Gesundheits- und Sozialpolitik gerechtfertigt, wie die Diskriminierung von lesbischen Frauen bei der staatlich bezahlten künstlichen Befruchtung.
In der Studie »The Global Divide on Homosexuality« des Pew Research Center von 2013 bekam Spanien die Spitzenposition in sozialer Akzeptanz unter 39 Ländern zugewiesen; 88 % der Bevölkerung meinten, dass »Homosexualität von der Gesellschaft akzeptiert werden soll«. Dieselbe Position wurde im Jahr 2014 erreicht. In einer Umfrage von Gallup, war Spanien im Jahr 2014 eines der vier besten Länder zum Leben für Homosexuelle. Laut einer Umfrage von Romeo aus dem Jahr 2015 unter 115.000 seiner Nutzer stand Spanien, zusammen mit Deutschland, an 13. Stelle weltweit im »Gay Happiness Index«.
In einer Studie von The Hague Centre for Strategic Studies aus dem Jahr 2014 stand die spanische Armee weltweit an zehnter Stelle (91,8 Punkte) im LGBT Military Index, zusammen mit Frankreich und vor Deutschland, das an zwölfter Stelle mit 90,8 Punkten knapp hinter Spanien lag.

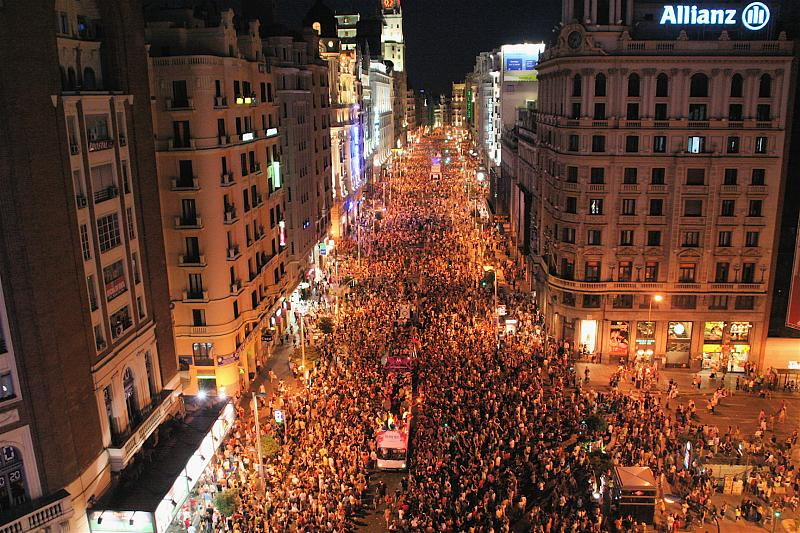
CSD in Madrid 2008

Die jährlichen Demonstrationen des CSDs verkümmerten nach dem ersten Aufleben Ende der 1970er Jahre, in denen Städte wie Barcelona, Madrid, Sevilla oder Valencia bis zu 5.000 Demonstranten hatten. 1991 nahmen an der CSD-Demonstration in Madrid nur 300 Personen teil. Erst 1994 kehrte sich diese Tendenz um, und die Anzahl der Teilnehmer stieg rasch an: im Jahr 2000, in dem die FELGBT zum ersten Mal einen einheitlichen CSD für ganz Spanien in Madrid organisierte, marschierten bereits 60.000 Personen mit. Diese Entwicklung erreichte ihren Höhepunkt im Jahr 2007, als der Europride in Madrid stattfand: über 1,5 Millionen Menschen zogen in 100 Organisationen und mit 40 Festwagen durch die Stadtmitte. Damit wurde dies der größte CSD in Europa. Der CSD in Barcelona, weniger kommerziell und aggressiver in der Forderung nach Schwulenrechten, stagnierte Ende der 1990er: nur ca. 500 Menschen marschierten 1999, und ca. 900 nahmen an der Party danach teil. Dagegen organisierten im selben Jahr schwule Unternehmer eine Pride-Party, zu der 6.000 Teilnehmer erschienen. Diese Tendenz brach im Jahr 2000 ab, als schwule Unternehmer und LGBT-Gruppen sich in einer Veranstaltung vereinigten und 10.000 Personen mitmarschierten. In der Zwischenzeit hat sich der CSD in Barcelona zum zweitgrößten CSD Spaniens entwickelt, mit 150.000 Besuchern im Jahr 2013. Dabei wird in Barcelona mittlerweile die größte «Circuit Party» Europas organisiert, mit 70.000 Besuchern.

## LGBT-Kultur

### Kino

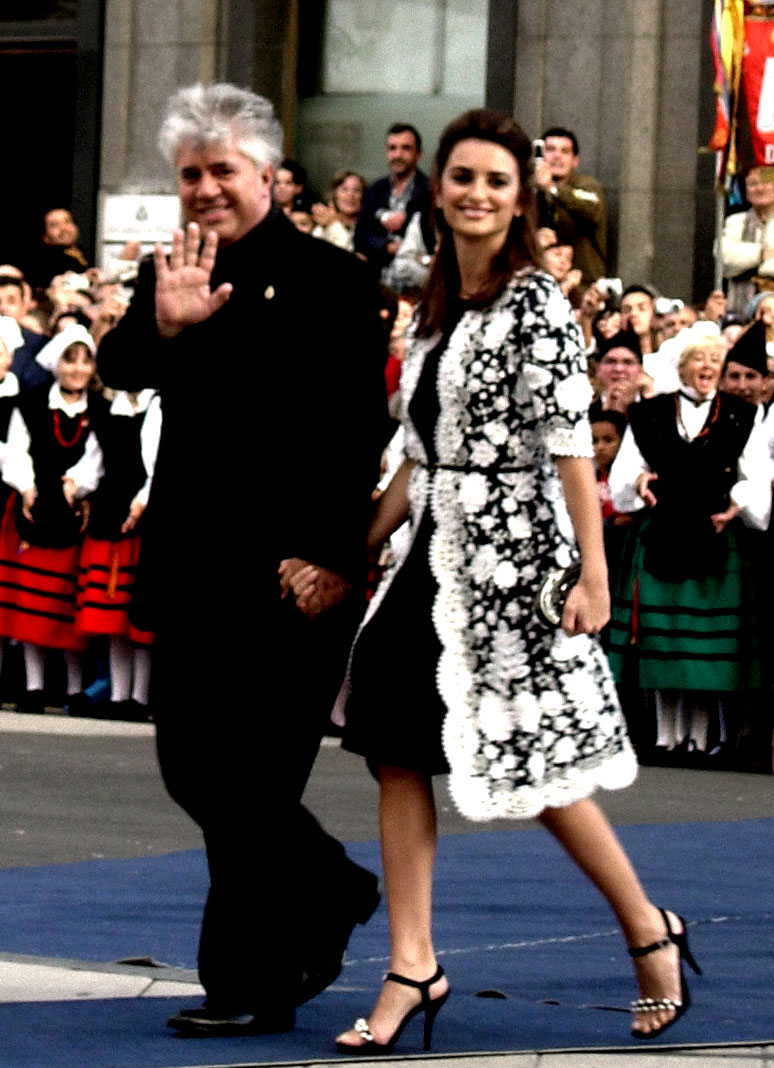
Pedro Almodóvar und Penélope Cruz bei der Preisverleihung »Prinz von Asturien«

Die Anfänge der Darstellung von Homosexualität in der spanischen Filmkunst waren wegen der frankistischen Zensur nicht einfach. Der erste Film, der Homosexualität zum Thema hatte, war Diferente (»Anders«), ein Musical von Luis María Delgado aus dem Jahre 1961. Der Film konnte nur wegen seiner traumhaften und psychedelischen Handlung die Zensur überstehen. Wenn Homosexualität überhaupt thematisiert wurde, war es bis 1977 nur als der Archetypus der lustigen/lächerlichen Tunte, wovon No desearás al vecino del quinto (»Du sollst den Nachbarn vom 5. Stock nicht begehren«), mit Alfredo Landa, eines der besten Beispiele ist. Im selben Jahr wurde A un dios desconocido (Vierzig Jahre nach Granada) uraufgeführt, von den Regisseuren Jaime Chávarri und Elías Querejeta, ein Drama mit dem Spanischen Bürgerkrieg im Hintergrund, dessen Hauptfigur ein 50-jähriger Schwuler ist.
Mit der Transition wurden Filme gedreht, in denen Homosexualität nicht mehr negativ angesehen wurde, wie Ocaña, retrat intermitent (1978; «Ocaña, intermittierendes Porträt») von Ventura Pons oder La muerte de Mikel (1984; »Mikels Tod«) von Imanol Uribe. Diese Filme zeigen unterschiedliche Seiten des homosexuellen Mannes: der Schwule aus gehobener Schicht in Los placeres ocultos (1977; »Die versteckten Genüsse«), der closeted Politiker in El diputado (1978; »Der Abgeordnete«), beide von Eloy de la Iglesia, der Transvestit in Un hombre llamado Flor de Otoño (1978; »Ein Mann, der Herbstblume genannt wurde«), die kämpferische Tunte in Gay Club (1980), und weitere. Homosexualität steht im Mittelpunkt der Handlung, und Schwule sind als verletzbare Persönlichkeiten dargestellt, im Konflikt mit sich selbst und mit der Gesellschaft.
Ab 1985 ist Homosexualität nicht mehr Hauptgegenstand der Handlung, obwohl sie immer noch ein Grundpfeiler bleibt. Diese Strömung beginnt mit Das Gesetz der Begierde (1987) von Pedro Almodóvar und folgt mit Filmen wie Tras el cristal (1986; »Hinter dem Glas«) von Agustín Villaronga, Las cosas del querer (1989; »Die Sachen der Liebe«) und Las cosas del querer 2 (1995; »Die Sachen der Liebe 2«) von Jaime Chávarri.
In jüngeren Jahren werden Filme wie Perdona bonita, pero Lucas me quería a mí (1997; »Sorry, Honey, doch mich hat Lucas geliebt«), Segunda piel (1999; »Zweite Haut«), Sobreviviré (1999; »Ich werde überleben«), Km. 0 (2000), Krámpack (2000), Plata quemada (2000; »Verbranntes Geld«), eine Koproduktion mit Argentinien, Los novios búlgaros (2003; »Die bulgarischen Verlobten«) und Der Club der Bären (2004) gedreht. Der erste Film mit schwuler Thematik, der in Baskisch gedreht wurde, Ander (2009) von Roberto Castón, behandelt Homosexualität im ländlichen Milieu, was nicht oft auf der Leinwand zu sehen ist. In den folgenden Jahren wird öfters eine heitere Sicht auf das Thema geworfen, jedoch immer mit Respekt und Normalität, wie in Schwule Mütter ohne Nerven (2005) von Manuel Gómez Pereira, über die Konsequenzen der Einführung der Homoehe, Chuecatown (2008) von Juan Flahn oder Fuera de carta (2008; »Außerhalb des Menus«) von Nacho G. Velilla.
Der bekannteste Ausdruck der spanischen LGBT-Kultur ist ohne Zweifel Pedro Almodóvar, der weltweit am meisten geachtete spanische Regisseur. Sowohl Almodóvar, wie auch Ventura Pons und Eloy de la Iglesia, sind diejenigen Regisseure, die diese Thematik in der spanischen Filmkunst am meisten behandeln. Im September 2004 gibt der Regisseur Alejandro Amenábar seine Homosexualität bekannt.
Filme mit lesbischer Handlung sind viel weniger gedreht worden. In den 1970er Jahren gab es eine wahre Inflation in der Darstellung von Lesben in B-Movies, von der Komödie bis zum Erotischen, aber hauptsächlich in fantastischen und Horror-Filmen (fantaterror). Diese Darstellungen, öfters der perversen Lesbe bzw. der Vamp, waren aber nicht an Frauen gerichtet, sondern wurden gefilmt, um den Lusttrieb der Männer zu befriedigen. Erst später, ab den 1980er Jahren, wurden lesbische Filme für Frauen gedreht. Darunter können die Komödie A mi madre le gustan las mujeres (2002; »Meiner Mutter gefallen Frauen«) und 80 egunean (2010; »In 80 Tagen«), eine Liebesgeschichte zweier älterer Damen, die in Baskisch gedreht wurde, hervorgehoben werden.
Die wichtigsten Filmfestivals sind LesGaiCineMad in Madrid und das »Festival internacional de cinema gai i lèsbic de Barcelona« (FICGLB). Dazu gibt es unzählige kleinere Festivals, wie das »Festival del Mar en las islas Baleares«, das »Festival del Sol« in den Kanaren, »Zinegoak« in Bilbao, »LesGaiFestiVal« in Valencia oder »Zinentiendo« in Saragossa.

### Musik

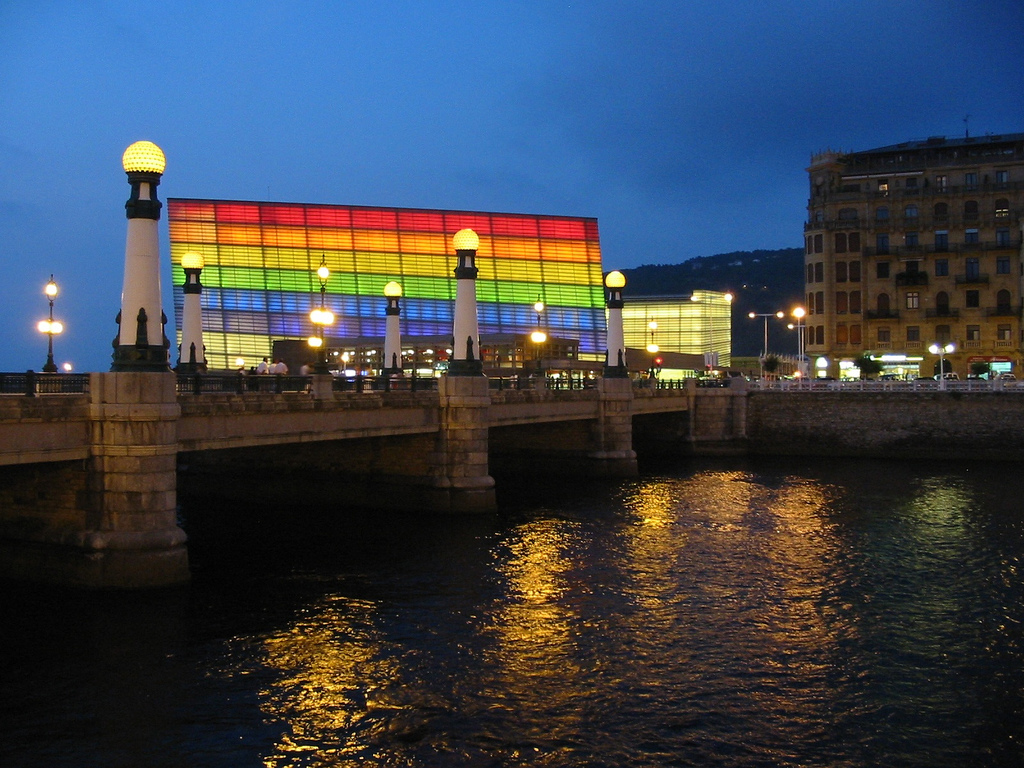
Beleuchtung im Kursaal von San Sebastián für den CSD

Während der Diktatur war Homosexualität in der Musik ein großes Tabu. Der vielleicht beste Textdichter dieser Zeit, Rafael de León, war homosexuell und eng befreundet mit García Lorca, seine Lieder ließen dies aber nicht erkennen. Miguel de Molina, einer der wenigen Copla-Sänger, die ihre Homosexualität nicht zu verstecken vermochten, musste ins Exil gehen, nachdem er Berufsverbot erhalten hatte und mehrmals zusammengeschlagen worden war. Gegen Ende der Diktatur gab es einige Sänger, denen man Homosexualität nachsagte, wie es der Fall war mit Raphael (einige seiner Lieder, wie Qué sabe nadie, »Was weiß schon niemand«, Hablemos del amor, »Sprechen wir über Liebe«, oder Digan lo que digan, »Was sie auch sagen mögen«, werden als verschlüsselte LGBT-Lieder angesehen), mit Camilo Sesto oder mit Miguel Bosé.
Gegen 1974 erscheint das erste Lied, das eine homosexuelle Beziehung thematisiert, María y Amaranta, der Folk-Rock-Gruppe Cánovas, Rodrigo, Adolfo y Guzmán. Erstaunlicherweise wurde das Lied von der Zensur nicht verboten. Gegen Anfang der Transition gab es wenige Lieder, die das Thema angingen. Ausnahmen waren Vainica Doble mit ihrem Lied El rey de la casa (»Der König des Hauses«), die Geschichte eines schwulen Mannes, der gegen die Vorurteile seiner Familie kämpfen muss, und Víctor Manuel, der in mehreren seiner Lieder das Thema LGBT behandelte, wie in Quién puso más (»Wer hat sich am meisten eingebracht«), die wahre Geschichte einer Liebe zwischen zwei Männern, die nach 30 Jahren zerbricht, Como los monos de Gibraltar (»Wie die Affen in Gibraltar«), über die Transsexualität, Laura ya no vive aquí (»Laura wohnt hier nicht mehr«), über die weibliche Homosexualität und No me llames loca (»Nenne mich nicht Tunte/verrückt«).
Doch erst nach dem Anfang der Movida madrileña waren diese Themen nicht mehr die Ausnahme. Das Duett Almodóvar und Fabio McNamara wurde bekannt durch seine Fummel auf der Bühne und die erotisch provokanten Texte. Tino Casal, der seine Homosexualität nie versteckt hatte, wurde zu einer schwulen Ikone. Aber möglicherweise war jene Gruppe, die sich am besten mit der Schwulenbewegung identifizierte, Kaka de Luxe: Alaska, Nacho Canut und Carlos Berlanga, die später unter den Namen »Alaska y los Pegamoides« und »Alaska y Dinarama« bekannt wurden. Als Alaska y Dinarama schufen sie das Lied A quién le importa (»Wen geht’s etwas an«), das in Spanien zur Schwulenhymne schlechthin wurde. Nach dem Ende der Movida haben die Künstler dieser Bewegung, wie Fabio McNamara, Carlos Berlanga oder Luis Miguélez, weiterhin diese Themen für ihre Lieder verwendet. Auch das neue Projekt Alaskas, Fangoria, thematisierte die Homosexualität in Liedern wie Hombres (»Männer«) oder Si lo sabe Dios que lo sepa el mundo (»Wenn Gott es schon weiß, dann soll es die Welt wissen«).

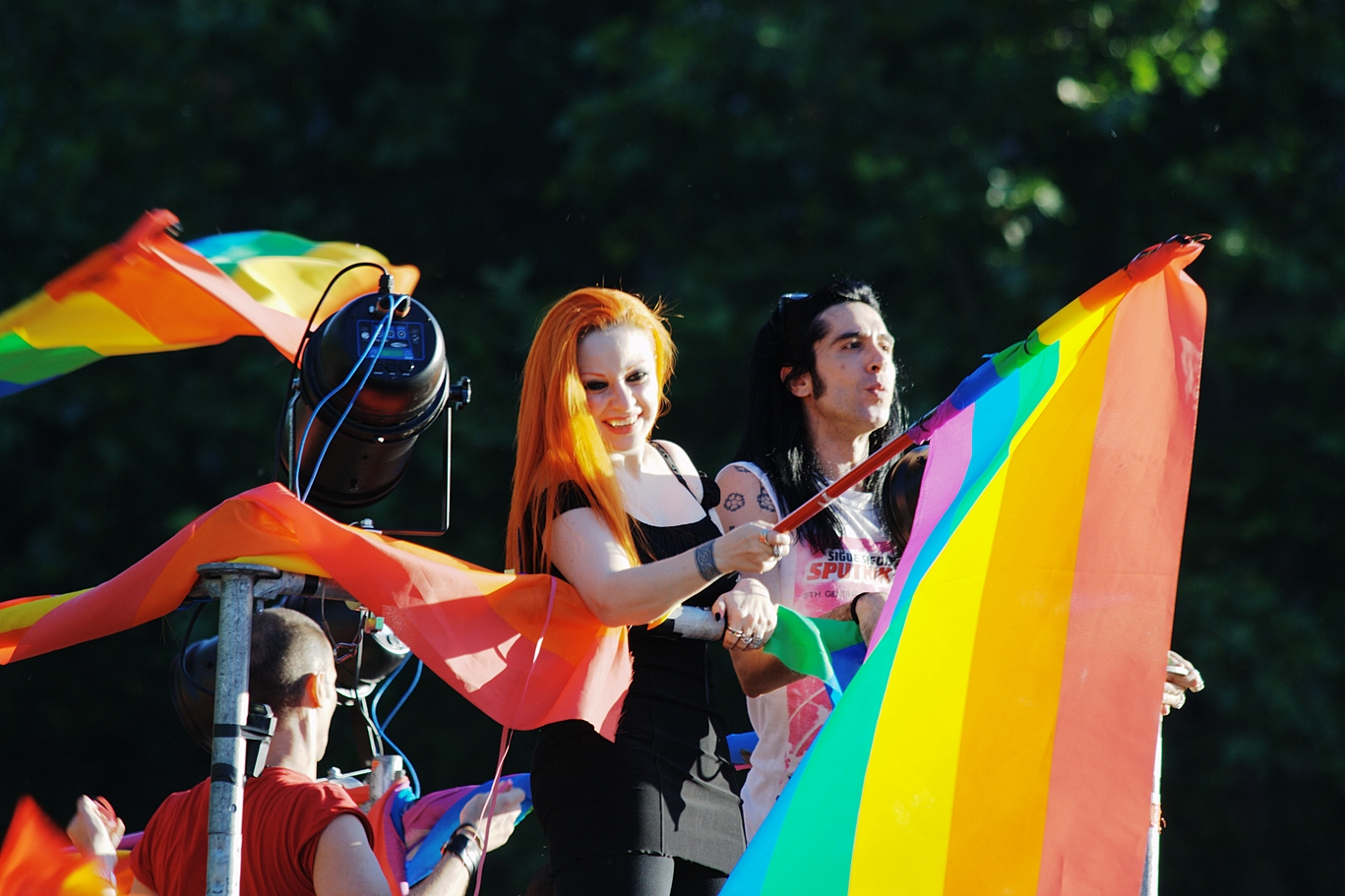
Alaska und ihr Mann auf dem CSD in Madrid 2008

Gegen Ende der 1980er gelang der Gruppe Mecano mit ihrem Lied Mujer contra mujer (»Frau gegen Frau«) ein Riesenerfolg, eine klare Verteidigung der homosexuellen Liebe zweier Frauen, ein Appell zu Toleranz und Respekt. Das Thema wurde auch in ihrem Lied Stereosexual mit Humor behandelt. 1988 gelang der Gruppe »Tam Tam Go!« ein Erfolg in den Charts mit Manuel Raquel über eine transsexuelle Frau.
Ab den 1990er Jahren thematisierte eine neue Generation Singer-Songwriter Homosexualität in ihren Liedern, hauptsächlich Inma Serrano, Javier Álvarez und Andrés Lewin, obwohl auch andere, wie Pedro Guerra in Otra forma de sentir (»Eine andere Art des Fühlens«) oder Tontxu in Entiendes (»Verstehst du?«), es taten. Auch andere Musiker aus den verschiedensten Musikrichtungen sprachen darüber, so OBK in El cielo no entiende (»Der Himmel versteht nicht«), Mónica Naranjo in Entender el amor (»Die Liebe verstehen«) und Sobreviviré (»Ich werde überleben«), Malú in Como una flor (»Wie eine Blume«), Amaral in El día de año nuevo (»Der Neujahrstag«), Chenoa in Sol, noche, luna (»Sonne, Nacht, Mond«) und La diferencia (»Der Unterschied«), Pastora Soler in Tu vida es tu vida (»Dein Leben ist dein Leben«), Mägo de Oz in El que quiera entender que entienda (»Wer verstehen möchte, soll verstehen«) oder La oreja de Van Gogh in Cometas por el cielo (»Drachen im Himmel«).
In den alternativen Bereichen des Indie-Pops können Ellos mit Diferentes (»Anders«) und L Kan mit Gayhetera erwähnt werden. Die Gruppe Gore Gore Gays stand mit der Lederszene in Verbindung; die Texte sind öfters eine Verteidigung einer offeneren Sexualität.

## Geschichte

### Das Römische Reich

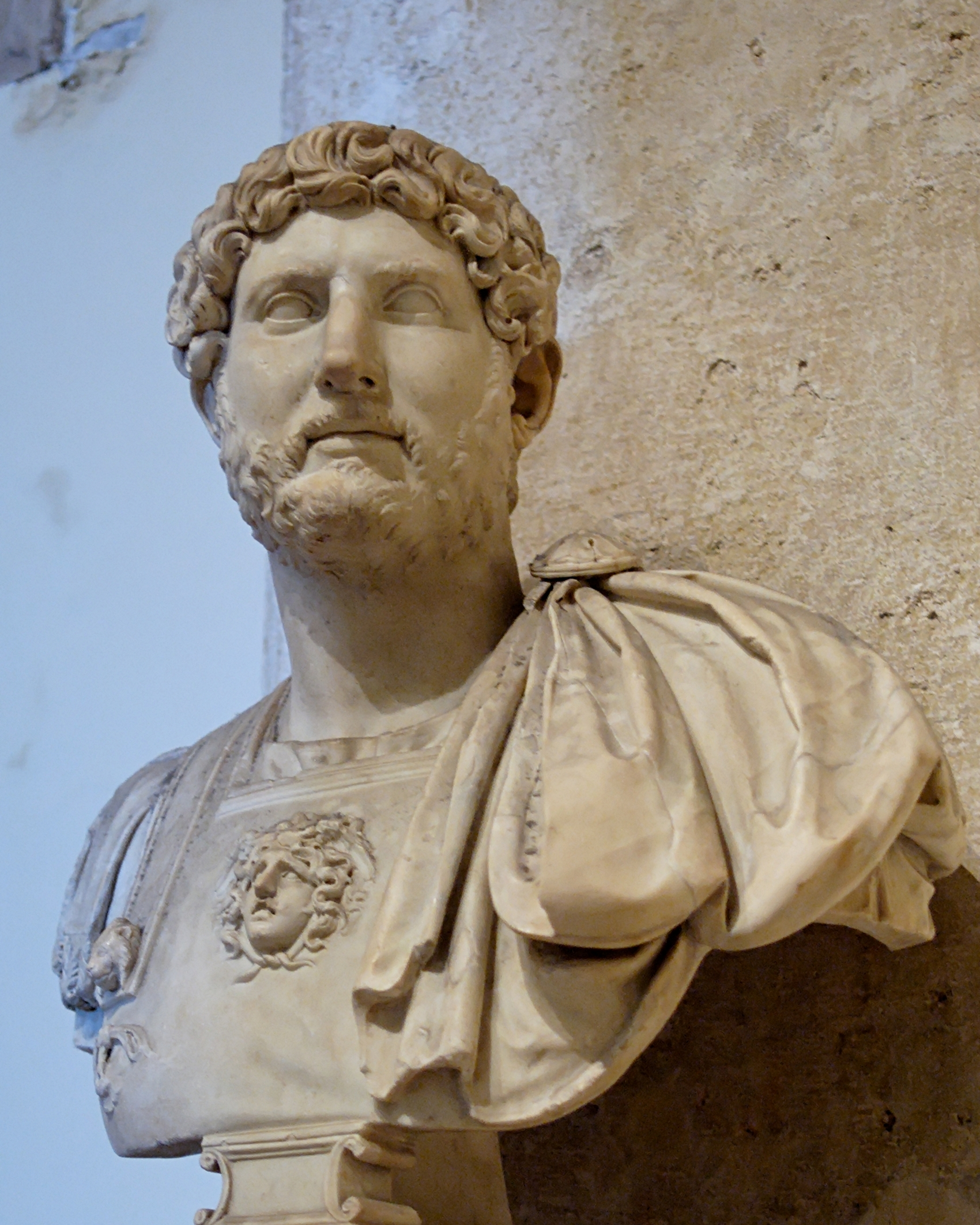
Marmorbüste von Hadrian aus dem II. Jahrhundert. Palazzo dei Conservatori, Kapitolinische Museen, Rom.

Das Römische Reich brachte auf die Iberische Halbinsel, mit allen anderen Bestandteilen seiner Kultur, auch seine Sexualmoral. Daher war Status wichtiger als das Geschlecht des Partners: Männer durften Sklaven, Eunuchen oder Stricher penetrieren genauso wie Sklavinnen, Konkubinen oder Prostituierte. Dennoch, ein erwachsener römischer Bürger mit gutem Ruf wäre nie dazu bereit gewesen, Sex mit einem anderen Bürger zu haben oder sich überhaupt penetrieren zu lassen, und zwar völlig unabhängig vom Status oder Alter seines Geschlechtspartners. Die gesellschaftliche Unterscheidung zwischen dem aktiven Schwulen, der manchmal mit Männern und manchmal mit Frauen Sex hatte, und dem passiven Schwulen, der als unterwürfig und weiblich angesehen wurde, war sehr streng. Diese Denkweise wurde auch gegen Cäsar angewandt, dessen angebliche Liebesspiele mit dem König von Bithynien im Munde von ganz Rom waren. Im Allgemeinen wurde in Rom eine Art Päderastie geübt, die Ähnlichkeiten mit der griechischen Knabenliebe hatte.
Die lesbische Liebe war ebenfalls bekannt, sowohl in der sapphischen Form, einer Art weiblicher Päderastie, in der weibliche Frauen Sex mit jugendlichen Mädchen hatten, als auch in Gestalt des Tribadismus', in dem männliche Frauen männlichen Aktivitäten folgten, unter anderem auch Kampf, Jagd und eben geschlechtliche oder eheähnlichen Beziehungen zu Frauen.
Martial, der große Dichter und Literat aus Hispanien, ist in Bilbilis (in der Nähe von Calatayud) geboren und aufgewachsen, verbrachte aber sein Leben größtenteils in Rom. Er hat das römische Leben in Gedichten und Epigrammen festgehalten. In einer fiktiven ersten Person spricht er über anale und vaginale Penetration und von Fellatio von Männern und Frauen.
Ein weiteres Beispiel ist Hadrian aus Italica (heute Santiponce) in Hispanien. Er war römischer Kaiser von 117 bis 138 n. Chr. Berühmt ist sein Liebhaber Antinoos oder Antonius, der im Nil seinen Tod fand und den Hadrian daraufhin zum Gott erklären ließ; er gründete ihm zu Ehren die Stadt Antinoupolis in Ägypten.

#### Die Christianisierung
Die römische Moral änderte sich bereits im vierten nachchristlichen Jahrhundert. Der römische Historiker Ammianus Marcellinus, der jedoch kein Christ war, kritisierte die sexuellen Gewohnheiten der Taifali, ein barbarisches Volk, das zwischen den Karpaten und dem Schwarzen Meer lebte und das Päderastie nach griechischer Art übte. Im Jahr 342 führten die Kaiser Konstantin II. und Constantius II. ein Gesetz zur Bestrafung der passiven Homosexualität ein: die Strafe bestand höchstwahrscheinlich in der Kastration. Das Gesetz wurde im Jahr 390 von Theodosius I. erweitert, indem er alle Stricher, die in Bordellen arbeiteten, verbrennen ließ. Im Jahr 438 wurde die Todesstrafe auf alle passiven Homosexuellen ausgedehnt, und im Jahr 533 bestrafte Justinian I. jegliche homosexuelle Handlung mit Kastration und dem Feuertod. Das Gesetz wurde im Jahr 559 nochmals verschärft.
Es gibt drei mögliche Erklärungen für diese Wandlung. Prokopios von Caesarea, Historiker an Justinians Hof, vermutete hinter diesen Gesetzen politische Gründe, da Justinian auf diese Weise politische Feinde entfernen lassen und deren Reichtum einkassieren konnte; schließlich entfalteten sie in den unteren gesellschaftlichen Schichten keine Wirkung und sollten dies möglicherweise auch gar nicht tun. Der zweite Grund, und vielleicht der wichtigste, war die Verbreitung des Christentums in der römischen Gesellschaft, die nun die christliche Auffassung von Geschlechtsverkehr ausschließlich zum Zwecke der Fortpflanzung übernahm. In seinem Buch Homosexuality. A history erwähnt Colin Spencer schließlich die Möglichkeit, dass ein gewisser Selbsterhaltungsinstinkt der römischen Gesellschaft den Druck auf den einzelnen zur Fortpflanzung gesteigert hatte, etwa nach einer Epidemie, wie zum Beispiel der Pest. Dieses Phänomen habe mit der Verbreitung des stoischen Denkens im Kaiserreich zusammengewirkt.
Bis zum Jahr 313 gab es keine einheitliche christliche Lehre über die Homosexualität, aber davor hatte schon Paulus von Tarsus das mannmännliche Handeln als »unnatürlich« kritisiert:

„…; denn ihre Frauen haben den natürlichen Verkehr in den unnatürlichen verwandelt, und ebenso haben auch die Männer den natürlichen Verkehr mit der Frau verlassen, sind in ihrer Wollust zueinander entbrannt, indem sie Männer mit Männern Schande trieben, und empfingen den gebührenden Lohn ihrer Verirrung an sich selbst.“

Langsam erschufen die Kirchenväter einen literarischen Korpus, in dem Homosexualität und Sexualität überhaupt verurteilt wurden; mit diesem Korpus wurde eine in der römischen Gesellschaft und sogar in der Kirche selbst weitverbreitete Gewohnheit bekämpft. Andererseits wurden Homosexualität und Häresie bald miteinander in Verbindung gebracht, nicht nur wegen einschlägiger Sitten der Heiden, sondern auch wegen einiger Rituale gnostischer Sekten und des Manichäismus', die laut Augustinus von Hippo homosexuelle Bestandteile hatten.

### Westgotenreich

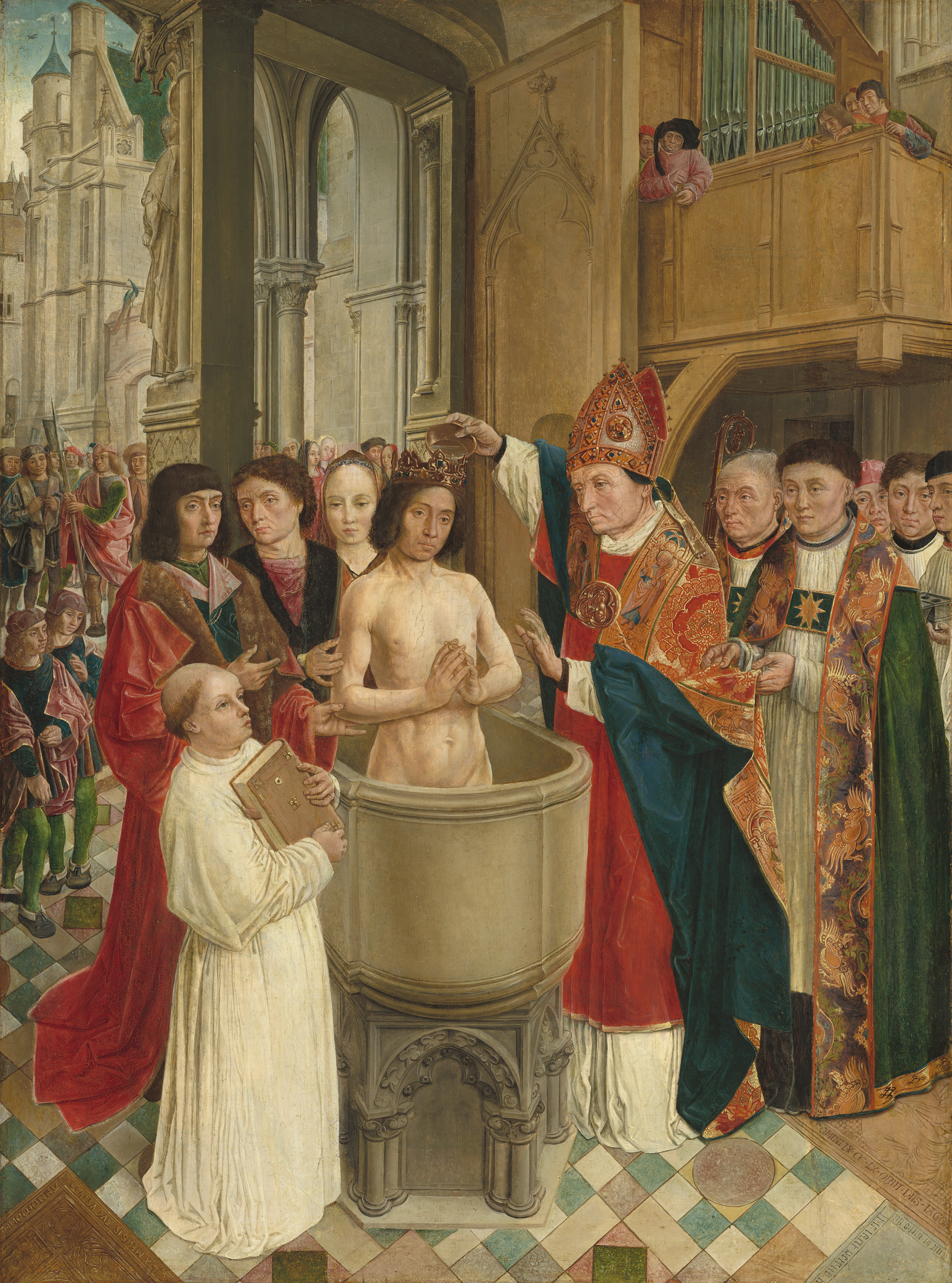
Taufe des Chlodwig I.

Im Frühmittelalter änderte sich die Einstellung Südeuropas zur Homosexualität im Wesentlichen nicht, sondern blieb größtenteils wie im Römischen Reich bestehen. Es gibt klare Beweise dafür, dass, obwohl nicht akzeptiert, „Sodomiten“ keine Konsequenzen zu befürchten hatten. Als Beispiele können wir auf den fränkischen König Chlodwig I. verweisen, der im 6. Jahrhundert seine mannmännliche Liebe gestand, oder auf Alkuin, den angelsächsischen Dichter des 9. Jahrhunderts, dessen Verse und Briefe eine eindeutige Homoerotik aufweisen. Doch nach und nach holte die christliche Moral auf, die sehr auf der Idee des Geschlechtsverkehrs alleine zur Zeugung beruhte, und führte zu einer komplexen Vielfalt von kanonischen Anordnungen, die sehr stark in die Gesetzgebung einflossen.
Im Jahr 415 eroberten die Westgoten Hispanien. Unter dem Druck der Ostgoten und Franken wurden die Westgoten allmählich nach Hispanien gedrängt, und Toledo wurde unter Leovigild (569–586) ihre neue Hauptstadt. Die neuen Herren bildeten eine germanische Elite, die sich mit dem hispanoromanischen Volk kaum vermischte. Germanische Völker verachteten passive Homosexualität, deren Ausübende wie Frauen, „Imbezile“ oder Sklaven behandelt wurden. Trotzdem gibt es aus skandinavischen Ländern Nachricht von travestierten und effeminierten Priestern, und die Asen, unter anderem die Götter Thor und Odin, gewannen geheime Weisheiten durch das Trinken von Samen.
Im Mittelalter war der Liber Iudiciorum (oder Lex Visigothorum) eines der ersten rechtlichen Corpora Europas, die die Strafbarkeit schwuler Handlungen einführten; er wurde bereits im 7. Jahrhundert von König Chindaswinth (642–653) herausgegeben. Dieses Gesetz bestrafte Sodomie mit Kastration und Übergabe an den zuständigen Bischof, der die Verbannung verhängen konnte. Die Kastration war bis dahin als Strafe unbekannt gewesen, außer im Fall der Bestrafung beschnittener Juden. War der Straftäter verheiratet, so wurde seine Ehe aufgelöst, die Mitgift zurückgegeben und sein Hab und Gut unter den Erben verteilt. Als Sodomie wurden alle sexuellen Straftaten bezeichnet, die als widernatürlich eingestuft wurden, unter anderem gleichgeschlechtliche Handlungen unter Männern, Analverkehr (hetero- und homosexuell) und Zoophilie. Lesbianismus wurde nur bestraft, falls phallische Instrumente benutzt worden waren.
Im Jahr 693 befahl König Egica den Bischöfen, die Homosexualität als Frage wieder aufzunehmen. Im selben Jahr, während des 16. Konzils von Toledo, erklärten die Bischöfe, dass „viele Männer“ dem „sodomitischen Laster“ verfallen waren. Um dessen Verbreitung zu stoppen, bestätigten sie die Strafen des Chindaswinth und führten zusätzlich einhundert Peitschenhiebe sowie das Kahlscheren des Schädels ein; zusätzlich sollte die Verbannung für immer gelten. Sie erkannten an, dass es auch unter Geistlichen Sodomie gab, setzen allerdings deutlich geringere Strafen dafür fest und nahmen lediglich die Säkularisierung und die Verbannung mit auf. Später dehnte Egica die Kastrierung und alle anderen Strafen auch auf Geistliche aus.

### Muslimische Herrschaft
Im Jahr 711 eroberten die Muslime den größten Teil Spaniens. Die blühende Kultur von Al-Andalus übte große Toleranz in Fragen der Sexualität im Gegensatz zu den Christen im Norden und mit Ausnahme der Zeit der Almoraviden und der Almohaden. Paradoxerweise verbietet der Koran die Homosexualität und bestraft sie mit dem Tod. Der Risala fi-l-Fiqh, eine Zusammenfassung islamischen Rechts, geschrieben von Ibn Abi Zayd, Faqih der Maliki-Schule, sagt aus, dass volljährige Männer, die freiwillig miteinander in einem Bett schlafen, gesteinigt werden sollten. Allerdings hielten sich muslimische Gesellschaften, sowohl auf der Iberischen Halbinsel als auch in der restlichen muslimischen Welt, nicht immer an dieses Gebot.
Wichtige Könige, wie Abd ar-Rahman III., Al-Hakam II., Hischam II. und Al-Mutamid, hatten Knaben als Liebhaber. Die Sache ging so weit, dass zur Sicherstellung des Nachwuchses ein junges Mädchen als Junge verkleidet werden musste, um Al-Hakam II. zu verführen. Solche Knabenliebe war auch unter dem Adel und den oberen Gesellschaftsschichten weit verbreitet.
Abdelwahab Bouhdiba beschreibt die Stimmung dieser Epoche anschaulich in seinem Werk Sexuality in Islam. Um Córdoba herum gab es einige große Gärten, die zu Palästen und Villen, manchmal sogar zu christlichen Klöstern gehörten, in denen um Geld gespielt wurde und auch Wein getrunken wurde; Theaterstücke, Sänger und Tänzer sorgten für Unterhaltung. In dieser ausgelassenen Atmosphäre wurde relativ freizügig Geschlechtsverkehr in den umliegenden Büschen getrieben, und zwar sowohl hetero- wie homosexuell, und Prostituierte beider Geschlechter waren auch nicht selten dabei. Es ist bekannt, dass männliche Prostituierte eine Zeit lang besser bezahlt wurden als weibliche.
Texte, die Homosexualität ablehnen, sind ebenfalls bekannt, und Ahmad ibn Yusuf al Tayfashi berichtet in seinem Werk Nuzhat-al-Albab (Das Vergnügen des Herzens), dass Männer, die andere Männer gleichen Alters aufsuchten, ein kurzes Leben hätten, da sie das Risiko eingingen, beraubt oder ermordet zu werden. Die Erzählungen im Buch Nuzhat-al-Albab können so gelesen werden, dass die islamische Gesellschaft in Al-Andalus positiv, negativ oder gleichgültig gegenüber der Homosexualität eingestellt war. Der Autor Colin Spencer hält es für möglich, dass alle drei Einstellungen gleichzeitig präsent waren.
Lesbianismus war ebenfalls bekannt und besonders in Harems verbreitet; aber diese Beziehungen wurden wegen möglichen Missbrauchs für politische Machenschaften mit Vorsicht gepflegt. Einige privilegierte Frauen waren gebildet, und es gibt zwei moderne Sammlungen muslimischer Frauendichtung in Al-Andalus von Teresa Garulo und von Maḥmud Subḥ, in den die Liebe unter Frauen unvoreingenommen dargestellt wird.

#### Andalusische homoerotische Dichtkunst
Aus dieser Epoche gibt es nur wenige Belege für Homosexualität; die meisten können aber der Andalusischen homoerotische Dichtung entnommen werden, die genauso populär war wie die entsprechende Dichtung im Nahen Osten. Jene Dichtung wurde im Westen in den 1920er Jahren wiederentdeckt, dank der Veröffentlichung des Buches Poemas arabigoandaluces von Emilio García Gómez.
Üblicherweise sind diese Gedichte jungen Männern der unteren Schichten, Sklaven oder Christen gewidmet, deren Schönheit und Grazie gepriesen wird, obwohl es auch Gedichte gibt, die sich an erwachsene Männer richten. Jünglinge werden oft als Gazelle oder Reh bezeichnet, und es wird manchmal über den Flaum gesprochen, mit der ein Ephebe zu höchster Schönheit gelangt. Unter den Dichtern muss Ibn Hazm mit seinem Buch Das Halsband der Taube hervorgehoben werden. In diesem Buch beschreiben Gedichte und Anekdoten zeitgenössische Liebesspiele sowohl hetero- wie homosexueller Natur, woran sich die sexuellen Gewohnheiten bei Hofe und unter dem Adel ablesen lassen. Weitere wichtige Dichter waren Al-Mutamid, König von Sevilla, Ben Qusman, Ibn Sara As-Santarini, Ben Sahl von Sevilla und Marŷ al-Kuḥl. Als Beispiel ein Gedicht von Ibn Hāni' Al-Andalusī, ins Spanische übersetzt von Josefina Veglison Elías de Molins und im Jahre 1997 in La poesía árabe clásica erschienen:

„Frau, beleidige mich nicht.
Nicht Hind, nicht Zaynab verführen mich.
Ich neige hingegen zu einem Reh,
Dessen Eigenschaften alle ersehnen:
Es fürchtet nicht die Menstruation,
Es leidet nicht die Schwangerschaft
Und verschleiert sich nicht vor mir.“

#### Jüdische homoerotische Dichtkunst
Während des goldenen Zeitalters des Judentums in Spanien hatten Homoerotik und Homosexualität eine wichtige Rolle in der jüdischen Gesellschaft inne; dies ist erst in den letzten Jahrzehnten dank der Arbeiten von Jefim Schirmann und Norman Roth entdeckt worden. Die jüdische Kultur in Spanien erreichte ihren Gipfel im 11. Jahrhundert; in jener Zeit war Homosexualität in der Aristokratie so sehr verbreitet, dass Homosexualität überhaupt keine Ausnahme mehr war. So setzte die christliche Kultur des 13. und 15. Jahrhunderts das Judentum mit Perversion und Sodomie gleich, wie die satirische Dichtung der Zeit beweist; dieser Zustand lässt sich sogar bis ins 18. Jahrhundert nachweisen.
Heute ist uns nicht mehr bewusst, wie weit verbreitet die jüdische homoerotische Dichtung war, da sie größtenteils in Hebräisch vorliegt und bis heute weitgehend ohne Übersetzung geblieben ist. Die Dichter, die ihre Liebe an Epheben und erwachsene Männer schildern, waren teilweise wichtige Persönlichkeiten der jüdischen Gesellschaft oder sogar Rabbiner. Bedeutende Vertreter dieser Dichtkunst sind Solomon ibn Gabirol, Samuel ha-Naguid, Moses Ibn Ezra und Jehuda ha-Levi.

### Das christliche Mittelalter

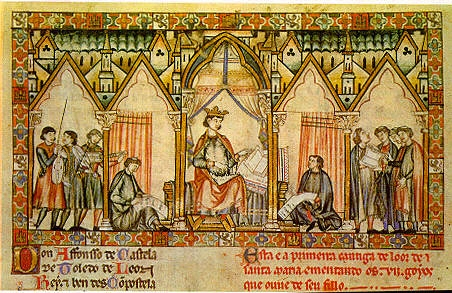
Alfons X. von Kastilien und die Gesetzsammlung Siete Partidas

Die Reconquista hatte die Wiedereinführung der christlichen Moral zum Ergebnis, aber bis zur Zeit der Katholischen Könige zeigte man sich verhältnismäßig tolerant, hauptsächlich in den oberen gesellschaftlichen Schichten. Während im 12. Jahrhundert Muslime die christlichen Geistlichen der Sodomie bezichtigten, verurteilten die Christen im Gegenzug Muslime im Süden als weich, schwach und degeneriert und führten als Beweis dafür an, dass Muslime christliche junge Männer in Gefangenschaft als ihre Sexsklaven hielten. Der bekannteste Fall ist jener des heiligen Pelagius, der hingerichtet wurde, weil er die Annäherungsversuche Abd ar-Rahmans III. nicht zulassen wollte.
Schon im 12. Jahrhundert fing der Ton an, düsterer zu werden. Der heilige Raimund von Peñafort prägte den Ausdruck »contra natura« (widernatürlich) und forderte, dass jegliche geschlechtliche Handlung, die von einem Mann und einer Frau nicht mit den dafür vorgesehenen Organen vorgenommen würde, »abgelehnt werden solle und, wenngleich nicht bestraft, so doch streng als Sünde abgelehnt werden müsse.« Im selben Jahrhundert wurden Wucherei, Judentum und Sodomie langsam miteinander gleichgesetzt, und zwischen 1250 und 1300 gab es in Europa neue Gesetze, die Sodomie fast immer mit dem Tod bestraften. Es gibt nicht viele Beweise, dass diese Gesetze jemals in größerem Umfang angewendet wurden, aber sie wurden oft als politisches Erpressungsmittel benutzt.
Die einzigen Beweise der Anwendung dieser Gesetze auf der Iberischen Halbinsel stammen aus dem Königreich Navarra. Im Jahre 1290 wurde ein Mohr in Arguedas verbrannt wegen »Liegens mit anderen«. Im Jahr 1345 wurden Juce Abolfaça und Simuel Nahamán, zwei Juden aus Olite, wegen Begehens der sodomitischen Sünde verbrannt. Beide Häftlinge wurden zuerst gefoltert, um ein Geständnis zu erreichen, dann wurden sie von 20 Personen zum Scheiterhaufen gebracht, während ein Musiker den añafil spielte. Im Jahr 1346 wurde ein gewisser Pascoal de Rojas in Tudela verbrannt wegen »Ketzerei mit seinem Körper«. Ein letzter bekannter Fall stammte aus dem Jahre 1373, als ein Diener bei der Sodomie mit einem anderen ertappt wurde.
Die Gesetzessammlung Las Siete Partidas, die von König Alfons X. von Kastilien im 12. Jahrhundert erlassen wurde, bestrafte alle widernatürlichen Sünden mit dem Tod. Die Partidas hatten Bestandteile des Codex Iustinianus übernommen, der, wie bereits dargelegt worden ist, Homosexualität verurteilte. Sodomiten und diejenigen, die Sodomie duldeten, sollten zum Tode verurteilt werden, mit Ausnahme Jugendlicher unter 14 Jahren und jener, die gegen ihren Willen dazu gezwungen wurden.
Ein Beispiel der Benutzung der Homosexualität als politisches Druckmittel ist der Prozess gegen Pons Hugo IV. von Ampurien, der in die Ungnade Jakobs II. von Aragonien fiel, als er sich weigerte, gegen die Templer vorzugehen. Die Templer wurden von Philipp IV. von Frankreich mit Genehmigung des Papstes unter Berufung auf Häresie und Sodomie vernichtet. Der Prozess gegen die Templer war der erste, der die Sodomie als politische Waffe im christlichen Europa einsetzte.
Einer der ersten bekannten Homosexuellen in den christlichen Königreichen der Reconquista war der Infant Jakob von Aragonien und Anjou, Thronfolger des Königs Jakob II. von Aragonien. Seit seiner Kindheit war es beschlossen, dass Jakob mit Leonor von Kastilien, Schwester von Alfons XI. von Kastilien, verheiratet werden sollte. Aber im Jahr 1319 kündigte Jakob seinem Vater an, dass er auf die Krone verzichte, nicht heiraten wollte und dass er weiterhin als Geistlicher leben wollte. Nach vielen Diskussionen wurde er überzeugt und heiratete am 18. Oktober 1319 in Gandesa Leonor. Doch sobald die Zeremonie zu Ende war, verzichtete Jakob auf dem Hoftag, der nach Tarragona einberufen worden war, auf die Krone, gab die Thronfolge an seinem Bruder Alfons IV. von Aragonien ab und trat in ein Kloster ein. Spätere Chronisten vergaben ihm seine Entscheidung nicht, und er wird als ein verantwortungsloser, unsittlicher Libertin dargestellt:

«[…] antes pareció que haber dejado la dignidad que tenía y la que esperaba tener como una pesada y molesta carga para que con más libertad se pudiese entregar a todo género de vicios, según después se conoció, con gran indignidad no sólo de su casa y sangre, sino incluso de la religión que había profesado»

„[…] sobald er die Würde, die er hatte und die er zu haben erwartete, wie eine schwere und hinderliche Last hinter sich gelassen hatte, konnte er sich allerlei Lastern zuwenden, wie später bekannt wurde, unwürdig nicht nur seines Hauses und Blutes, sondern sogar der Religion, die er ausübte.“

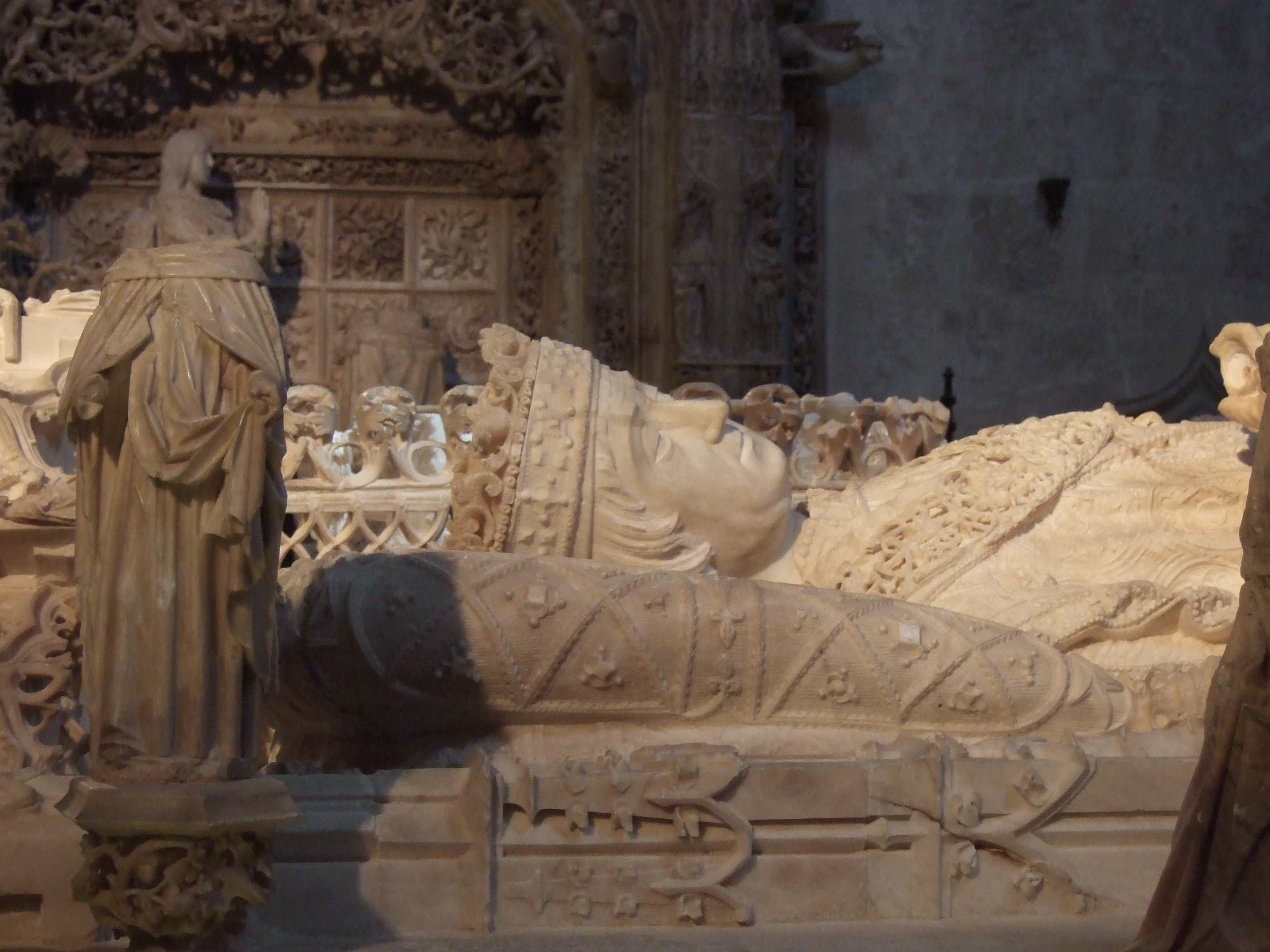
Johann II. von Kastilien, Grab aus dem 15. Jahrhundert, Karthäuse von Miraflores, Burgos

Ein anderer Homosexueller aus königlichem Hause war Johann II. von Kastilien. Anscheinend war die Beziehung mit seinem Erzieher und Beschützer Álvaro de Luna körperlicher Natur, wie der Geschichtswissenschaftler Marañón behauptet. Don Álvaro, der für sein gutes Aussehen bekannt war, erlangte so viel Einfluss auf den König, dass er im Jahre 1422 zum Condestable de Castilla ernannt wurde, obwohl der Adel gegen die Ernennung war. Die Beziehung zwischen Johann II. und Álvaro de Luna erkaltete immer mehr infolge des Drucks der Familie und des Adels, bis der König im Jahre 1453 sein Todesurteil unterschrieb. Die Homosexualität des Königs war anscheinend bekannt, da die Adeligen, die sich erhoben hatten, ihn als »puto« (Schwuchtel) beschimpften.
Der Sohn Johanns II., Heinrich IV., war ebenfalls homosexuell. Seinerzeit gab es viele Gerüchte und Kritik wegen seiner Liebesspiele mit Männern, wie z. B. mit Juan Pacheco oder Gómez de Cáceres; einige flohen sogar vom Hof, um den Annäherungsversuchen des Königs zu entkommen, wie etwa Miguel de Lucas oder Francisco Valdés. Da er nicht in der Lage war, mit seiner Frau Blanca von Navarra einen Erben zu zeugen, verbreitete sich das Gerücht, er sei impotent, über Lieder und Gedichte von Ménestrel und von Narren. Dies war historisch von Bedeutung: denn als seine zweite Frau, Johanna von Portugal, schwanger wurde, wollte der Adel, der sich gegen ihn gerichtet hatte, nicht glauben, dass das Kind tatsächlich von Heinrich stammte, und nannte es »la Beltraneja«, da Beltrán de la Cueva in ihren Augen der leibliche Vater gewesen sein könnte. Das Ganze half Isabella der Katholischen, auf den Thron Kastiliens zu gelangen. Bei einer Rebellion des Adels im Jahr 1465 wurde Heinrich in Gestalt einer Puppe bei der Farsa de Ávila auch wegen »Sodomiterei« entthront.
Die Beispiele von Jakob von Aragonien, Johann II. und Heinrich IV. zeigen, dass in jener Zeit im Abendland Homosexualität mit einer relativen Freiheit gelebt werden konnte, zumindest im Adel. Es war dies auch die Zeit, in der Schwurbrüderschaften sich entwickelten, also Verträge zwischen zwei Männern, die John Boswell mit Hochzeiten unter Männer gleichsetzt, obwohl es keine Beweise gibt, dass es in einer Schwurbrüderschaft je zu mannmännlichem Geschlechtsverkehr gekommen wäre. Als Beispiel hier ein Vertrag aus dem Jahre 1031:

«Nosotros, Pedro Didaz y Munio Vandiles, pactamos y acordamos mutuamente acerca de la casa y la iglesia de Santa María de Ordines, que poseemos en conjunto y en la que compartimos labor; nos encargamos de las visitas, de proveer a su cuidado, de decorar y gobernar sus instalaciones, plantar y edificar. E igualmente compartimos el trabajo del jardín, y de alimentarnos, vestirnos y sostenernos a nosotros mismos. Y acordamos que ninguno de nosotros de nada a nadie sin el consentimiento del otro, en honor de nuestra amistad, y que dividiremos por partes iguales el trabajo de la casa y encomendaremos el trabajo por igual y sostendremos a nuestros trabajadores por igual y con dignidad. Y continuaremos siendo buenos amigos con fe y sinceridad, y con otras personas continuaremos siendo por igual amigos y enemigos todos los días y todas las noches, para siempre. Y si Pedro muere antes que Munio, dejará a Munio la propiedad y los documentos. Y si Munio muere antes que Pedro le dejará la casa y los documentos.»

„Wir, Pedro Didaz und Munio Vandiles, verbinden uns und vereinbaren gemeinsam über das Haus und die Kirche von Santa María von Ordines, die uns gemeinsam gehören und wo wir zusammen arbeiten; wir kümmern uns um die Besucher, um ihr leibliches Wohl, schmücken und betreiben die Anlagen, pflanzen und bauen. Ebenso teilen wir die Gartenarbeit, unser Essen, unsere Kleidung und unseren Unterhalt. Und wir vereinbaren, dass keiner von uns etwas verschenke ohne die Erlaubnis des anderen, unserer Freundschaft wegen, und dass wir die Hausarbeiten in gleiche Teile teilen werden und dass die Arbeit gleichmäßig beauftragt werde, und wir werden unsere Arbeiter gleichweis und würdig unterhalten. Und wir werden weiterhin gute Freunde sein, mit Glauben und Wahrhaftigkeit, und mit andere werden wir weiterhin Freund und Feind sein, alle Tage und alle Nächte, für immer. Und falls Pedro vor Munio stirbt, wird er Munio das Eigentum und die Dokumente hinterlassen. Und falls Munio vor Pedro stirbt, wird er ihm das Haus und die Dokumente hinterlassen.“

### Neuzeit
Mit dem 14. Jahrhundert beginnen die ersten Massenverfolgungen und -hinrichtungen in Europa, in Städten wie Venedig, Florenz, Regensburg, Augsburg und Basel, mit Prozessen infolge anonymer und mündlicher Anklagen, mit Folter als Untersuchungsmaßnahme sowie moralischer und physischer Strafe bis hin zum Todesurteil. In Kastilien allerdings kam es erst 1495 zu den ersten Hinrichtungen wegen Sodomie.
Die Katholischen Könige verschärften die Gesetze gegen Sodomiten in einer Pragmatischen Sanktion von 1497, womit die relative Freizügigkeit zu Ende ging. Das Verbrechen wurde mit Häresie und Verrat gleichgesetzt, und ein gelockerter Umgang mit Beweisen hielt Einzug, außerdem wurde die Folter systematisch angewandt, sogar gegen Geistliche und den Adel.
Philipp II. verschärfte noch die Situation mit seiner Pragmatischen Sanktion von 1592, in der die Strafen zwar nicht schlimmer wurden, aber die Beweise doch noch leichter fielen: von da ab genügte die Aussage eines einzigen Zeugen.
Diese Prozesse wurden entweder am Hof in Madrid oder in Städtegerichten abgehalten, wie z. B. in Málaga oder Sevilla. So wurden zwischen 1567 und 1616 alleine in Sevilla 71 Männer wegen Sodomie auf dem Scheiterhaufen verbrannt. Im Allgemeinen waren Gerichte in der Krone Aragon und Andalusien bei der Verfolgung der Homosexuellen weniger streng als in Kastilien. Es gibt sogar Anzeichen für ein Schwulenghetto in Valencia.
Im 16. Jahrhundert diskutierten Sittenlehrer und Moralisten wie Antonio Gómez den Fall lesbischer Frauen; das Ergebnis war, dass Frauen zum Scheiterhaufen verurteilt werden sollten, wenn sie Sodomie unter Zuhilfenahme von Gegenständen begangen hatten, ein Todesurteil allerdings nicht für nötig erachtet wurde, wenn auf Hilfsgegenstände verzichtet worden war. Wenige Fälle wurden ohne Verwendung solche Hilfsgegenstände bekannt. Ein berühmter Fall war der von Catalina de Belunza y Mariche, die vom Generalstaatsanwalt in San Sebastián wegen Sodomie verklagt wurde. Sie wurde nach Berufung zum Zentral-Gericht der Inquisition in Madrid freigesprochen.

«[…] penetrarse entre sí como lo harían un hombre y una mujer desnudas, en la cama, tocándose y besándose, la una encima del vientre o la panza de la otra, un crimen que habían perpetrado en numerosas y diversas ocasiones»

„[…] sich gegenseitig penetrieren wie ein Mann und eine Frau, nackt, auf dem Bett, berührend und küssend, die eine auf dem Bauch der anderen, ein Verbrechen, das sie oft begangen haben.“

#### Gesellschaft
Während der Renaissance und der später folgenden Aufklärung verbrachten in Europa Männer und Frauen einen guten Teil ihres Lebens getrennt voneinander, was gleichgeschlechtliche Beziehungen sowohl geistig-seelischer als auch körperlich-geschlechtlicher Natur vereinfachte und förderte.
Obwohl allerlei homosexuelle Geschehnisse jener Zeit aus Gerichtsprotokollen bekannt sind, scheinen die meisten sich zwischen einem älteren und einem jüngeren Mann oder Heranwachsenden zugetragen zu haben. Die Prozesse zeigen verängstigte Menschen, die ihr Tun nicht als Sodomie ansahen. Viele verteidigten sich heftigst mit der Behauptung, es sei eine sehr verbreitete Gewohnheit. Solche Begegnungen ereigneten sich üblicherweise im öffentlichen Raum: in Bädern, Kneipen und Gaststätten. In Madrid wurden 70 % der wegen Sodomie Angeklagten in öffentlichen Parkanlagen oder Bädern erwischt, allen voran in einigen Abschnitten des Paseo del Prado. Von den restlichen 30 % waren die meisten Männer, die ihre Wohnung miteinander teilten.
In ganz Europa wurden viele homosexuelle Beziehungen als Freundschaften getarnt. Diese Art idealisierter Freundschaft, meisterhaft beschrieben von Montaigne in seinem Aufsatz De l’Amitié, unterscheidet sich deutlich vom heutigen Gebrauch des Wortes. Diese Freundschaft, die meist unter dem Adel und am Hofe von Königen und Päpsten zu finden war, wurde oft mit denselben Worten beschrieben wie die Liebe und floss in politische Intrigen und Machtkämpfe ein. In Spanien ließ der Conde-Duque de Olivares alle Türschlösser an Schlafzimmern im Königlichen Palast entfernen, damit Inspektoren sicherstellen konnten, dass niemand unter den Hunderten von Bediensteten und Beamten sodomitische Handlungen beging.
Lesbische Liebe war in Europa ebenfalls bekannt und folgte teilweise, hauptsächlich in den oberen und gebildeten sozialen Klassen, dem männlichen Modell, in der die Freundschaft eine große Rolle spielte. In den niedrigeren sozialen Klassen hingegen war es üblich, dass Frauen alleine, in Gruppen mit anderen Frauen (meistens die ärmsten von ihnen) oder in Adelshäusern lebten, wo Dienstmädchen regelmäßig gemeinsam in Gruppen schliefen, manchmal sogar mit der Hausfrau und den Hausdamen zusammen. Dies erlaubte eine enge Intimsphäre unter den Frauen. Es gibt auch Berichte von gleichgeschlechtlichen Beziehungen unter Frauen im Rotlichtmilieu und in Gefängnissen.

#### Die Inquisition
Die mittelalterliche Inquisition verfolgte schwule Männer; die Straftat hieß Sodomie, was in der damaligen Weltanschauung, das Verbrechen gegen die Moral schlechthin darstellte. In Spanien wurde die Tat mit Kastration oder mit Steinigung bestraft.
Mit der Entstehung der Spanischen Inquisition und der anderen sozialen und politischen Veränderungen, die von den Katholischen Könige eingeführt wurden, änderte sich die Bestrafung wegen Sodomie: ab jetzt waren der Scheiterhaufen und die Enteignung im schlimmsten Fall vorgesehen, bzw. Galeerenstrafe, Peitschenhiebe, Einsperrung, Geldstrafen oder Zwangsarbeit in anderen Fällen. Sklaven wurden öfters in die Verbannung geschickt, sogar wenn bewiesen war, dass sie unschuldig waren. Folter wurde in der Vernehmung angewendet, obwohl alle unter 20-Jährigen üblicherweise davon ausgenommen waren; zwischen 1566 und 1620 wurden mindestens 23 % der Angeklagten gefoltert. Diese neue Inquisition verurteilte Sodomie, bis der Großinquisitor im Jahre 1509 entschied, dass sie nicht mehr verfolgt werden sollte, außer im Falle der Häresie. So wurde Sodomie in Kastilien, außer in Ausnahmefällen, nicht mehr von der Inquisition verfolgt. Im Gegensatz dazu erlangte die Inquisition in der Krone Aragon, mit Ausnahme von Mallorca und Sizilien, Dank einer Päpstliche Bulle vom 24. Februar 1524, verkündet vom Papst Clemens VII., die Gerichtsbarkeit des Vergehens wieder, unabhängig davon, ob es sich um Häresie handelte oder nicht. Die Aragonesische Inquisition behielt diese Gerichtsbarkeit sogar nach Beschwerden, die auf dem Hoftag von Monzón 1533 vorgetragen wurden, inne.
Die aragonesische Gerichte waren sehr streng mit Sodomiten, was sowohl Männer wie Frauen sein konnten. Als Sodomie galten sowohl Analverkehr, sowohl homo- wie heterosexuell, als auch Zoophilie und die Penetration von Frauen mit Objekten. Personen, die wegen Sodomie verurteilt wurden, waren oft Priester und Personen besserer Stellung, die etwas milder behandelt wurden, als diejenigen, die wegen Zoophilie verurteilt wurden, die üblicherweise arm und ungebildet waren. Viele der Taten wurden an Jugendlichen verübt, und die meisten Angeklagten waren Fremde, Italiener oder Franzosen, oder Priester, die aus anderen Gegenden stammten. In der Krone Aragon mussten die Prozesse das örtliche Recht anwenden, was eine Veröffentlichung der Namen der Angeklagten und oft zu einer Freisprechung führte. In den Gerichten in Barcelona, Valencia und Saragossa lauteten 12 % der Urteile auf Tod auf dem Scheiterhaufen; zwischen 1570 und 1630 wurden insgesamt 1000 Personen verurteilt. Das Gericht in Saragossa war besonders streng; zwischen 1571 und 1579 wurden 543 Personen wegen Sodomie verurteilt, von denen 102 hingerichtet wurden. Von 1566 bis 1775 wurden in Valencia 359 Personen verurteilt: 37 wurden der Hinrichtung übergeben, 50 bekamen eine Galeerenstrafe, 60 bekamen Peitschenhiebe, 67 wurden verbannt, 17 wurden eingesperrt, 17 bekamen eine Geldstrafe, 10 Zwangsarbeit, und in 62 Fällen wurde der Prozess eingestellt oder der Angeklagte freigesetzt.

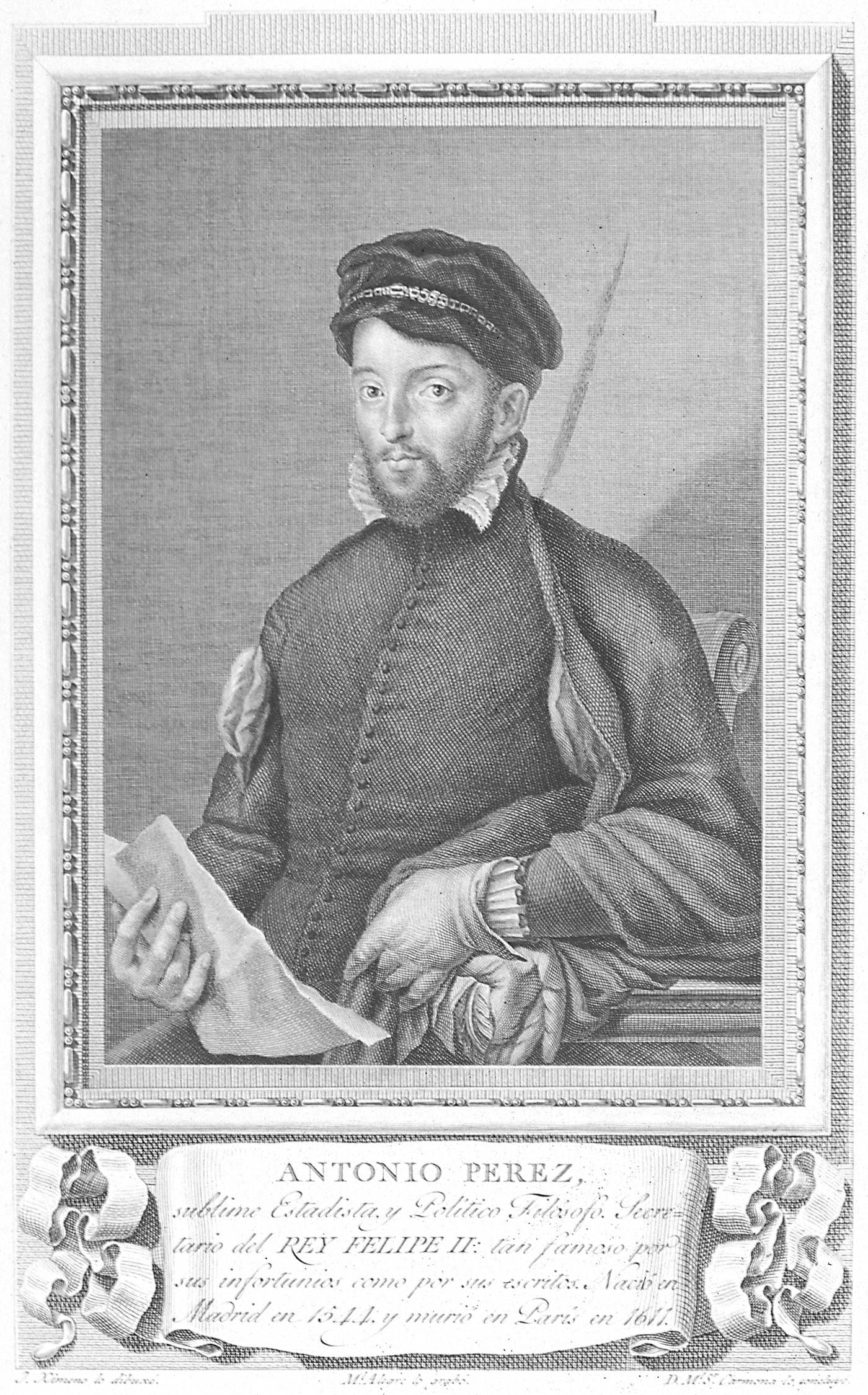
Antonio Pérez, in einem Stich vom Jahr 1791 (Spanische Nationalbibliothek)

Der Fall von Pedro Luis Garcerán de Borja, Sohn des Herzogs von Gandía, Bruder des heiligen Francisco de Borja und Großmeister des Ordens von Montesa, erregte seinerzeit großes Aufsehen. De Borja wurde 1572 festgenommen, in Valencia vor Gericht gestellt und schuldig gesprochen. Anscheinend hatte sich Pedro Luis Garcerán de Borja einige Zeit zuvor in einen gewissen Martín de Castro verliebt, ein Gauner, der mit Prostitution und Zuhälterei, sowohl mit Männern wie auch mit Frauen, seinen Lebensunterhalt verdiente. Martín de Castro war 1571 im Bett mit Juan de Aragón Graf von Ribagorza ertappt worden, und vor seiner Hinrichtung am Königshof im Jahre 1574, verriet er seine Beziehungen zu Garcerán de Borja, wobei er allerlei heikle Einzelheiten preisgab. Garcerán de Borja, der Vizekönig und Kapitän-General der Königreiche Tlemcen, Tunis, Oran und Mers-el-Kébir gewesen war, wurde in eine interne Krise des Ordens von Montesa verwickelt, der in verschiedene Fraktionen zersplittert war, und hatte sich viele Feinde wegen der Förderung seiner Günstlinge innerhalb des Ordens zugezogen. Die Suprema, die höchste Instanz der Inquisition, beriet sich mit Philipp II., ob ein Prozess gegen Garcerán de Borja angestrengt werden sollte; der König entschied, den Prozess politisch auszunutzen, um dem aufsässigen Adel eine Lektion zu erteilen, indem er gleichzeitig die machtvolle Allianz zwischen der Familie Borja und dem portugiesischen Königshaus schwächte. Garcerán de Borja wurde zu 10 Jahren Abgeschiedenheit und zu einer Geldstrafe von 6000 Dukaten in jährlichen Raten von 1000 Dukaten verurteilt. Nach internen Streitigkeiten wegen der Nachfolge des Großmeisteramts, gelang es Garcerán de Borja bereits 1583, sich beim König wieder beliebt zu machen. Er handelte aus, dass die Krone sich den Orden einverleiben würde, der letzte Orden der noch unabhängig geblieben war. Als Ausgleich bekam er die Encomienda von Calatrava, und im Jahre 1591 wurde er zum Vizekönig von Katalonien ernannt. Er starb 1592.
Ein zweiter wichtiger Fall, der sogar historische Bedeutung hat, ist der des Antonio Pérez, königlicher Sekretär Philipps II. Pérez, der als «El Pimpollo» (Die Knospe) in Madrid bekannt war, stieg in der Gunst des Königs dank des Einflusses des Prinz von Eboli, seinem Liebhaber, auf. Nachdem er wegen Untreue und Verrat beim König in Ungunst gefallen war, floh er nach Aragonien, wo die Inquisition ihn unter anderem wegen Analverkehr festnahm. Die Anschuldigung wurde im Jahre 1591 von der Inquisition in Madrid bestätigt; dort hatte man den Schildknappen Antón Añón befragt und bis zum Tode gefoltert. Andere bekannte Fälle dieser Zeit waren die des Antonio Manrique, des Prinzen von Ascoli, des Fernando de Vera y Vargas, Corregidor von Murcia, sowie des Luis de Roda, des Vicente de Miranda und des Diego López de Zúñiga, Rektor der Universität von Salamanca, die sich allerdings retten konnten.

#### Homosexualität und Kunst imSiglo de Oro

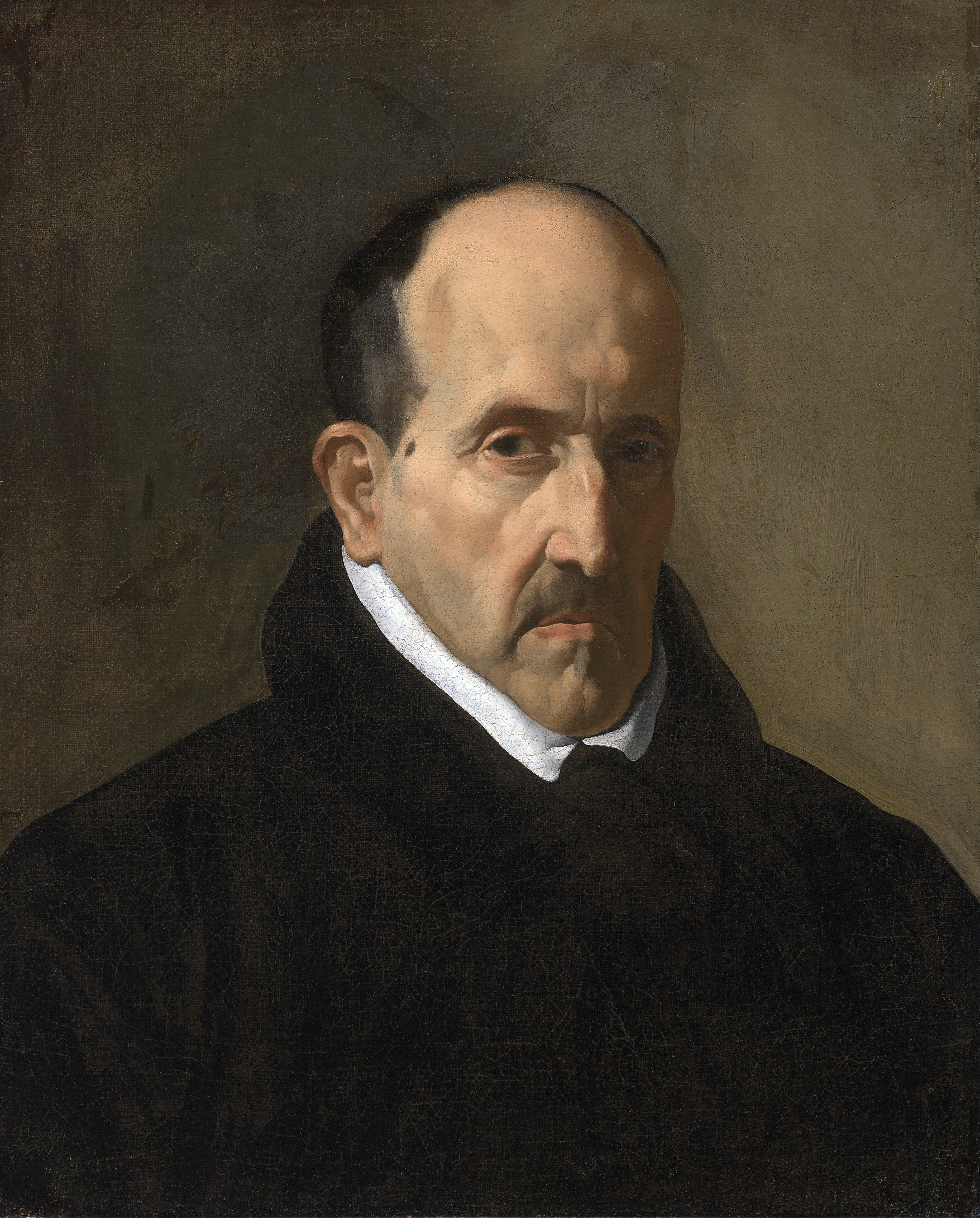
Unzählige Gerüchte wirbelten um Góngora in Madrid.

Die Renaissance ist aber auch die Zeit der Wiederentdeckung des griechischen und römischen Erbes. Homoerotische Kunst und Geschichten erreichten Spanien aus Italien, wie jene von Ganymed und Zeus oder Apollon und Hyakinthos, durch Künstler, sowohl hetero- wie homosexuelle, wie Leonardo da Vinci, Michelangelo oder Sodoma. Die Verbindung Italiener – Sodomit war konstant im Siglo de Oro und zieht sich bis zum 20. Jahrhundert durch, als noch Marañón die Homosexualität des Antonio Pérez auf dessen Besuch in Italien zurückführte. Oder, so wie es Luis de Góngora ausgedrückt hat:

«Que ginoveses y el Tajo
por cualquier ojo entran bien»

„Weil Genovesi und der Tajo
durch jedes Loch gut hineinkommen.“

In der Literatur des Siglo de Oro häufen sich Spott, Witzelei und Angriffe auf Sodomiten. Als Beispiel einige Zeilen von Quevedo:

«ÚLTIMA DESGRACIA: Finalmente, tan desgraciado es el culo que siendo así que todos los miembros del cuerpo se han holgado y huelgan muchas veces, los ojos de la cara gozando de lo hermoso, las narices de los buenos olores, la boca de lo bien sazonado y besando lo que ama, la lengua retozando entre los dientes, deleitándose con el reír, conversar y con ser pródiga y una vez que quiso holgar el pobre culo le quemaron.»

„LETZTES UNGLÜCK: letztlich, so unglücklich ist der Arsch, daß, obwohl alle anderen Teilen des Körpers genießen und vielmals genossen haben, die Augen im Gesicht sich freuend an dem Schönen, die Nase an den guten Gerüchen, der Mund an dem gut Gewürzten und küssend, was er liebt, die Zunge tanzend zwischen den Zähnen, sich ergötzend beim Lachen, beim Reden und an der Großzügigkeit, und ein Mal wollte der arme Arsch genießen und wurde verbrannt.“

Die Theaterwelt war besonders suspekt. Die Handlung der Theaterstücke war oftmals unsittlich, indem Männer und Frauen die Kleidung und die Handlungsweisen des anderen Geschlechts annahmen, wie es z. B. im Stück El vergonzoso en palacio von Tirso de Molina zu sehen ist, in dem Serafina sowohl Männern wie Frauen den Hof macht. Hauptsächlich waren es weibliche Figuren, die sich als Männer verkleideten, um deren Privilegien zu genießen. Während des 16. und 17. Jahrhunderts gab es mehrere Versuche, dieser Unsittlichkeit Einhalt zu gebieten mit gewissen Regelungen, wie der Pflicht des Theaterbesitzers, über den Familienstand der Schauspieler Auskunft zu geben, dass die Ehefrauen der verheirateten Schauspieler während der Darstellung präsent sein mussten, dass Frauenrollen nur von jungen Männern dargestellt werden durften oder, im Gegensatz, nur von Frauen, dass Männer nicht wie Frauen gekleidet sein durften usw.
Der gesellschaftliche Druck und die rechtlichen Konsequenzen führten dazu, dass viele Sodomiten ihre Veranlagung verbargen, und heute sind davon nur Hinweise geblieben von dem, was vielleicht einmal war. Zum Beispiel:

El Greco, Laokoon, 1604/1608–1614, Öl auf Leinwand, 142 × 193 cm, National Gallery of Art, Washington

- El Greco lebte in einem rein männlichen Haushalt, in dem sein Sekretär Francesco Preboste (1554–1607) eine erstaunlich enge Beziehung zu El Greco und dessen Sohn Jorge Manuel Theotocopoli hatte. Einigen Malereien El Grecos wohnt eine deutliche Homoerotik inne, wie Laokoon (1604/1608–1614) oder seinem Heiligen Sebastian.[86]
- Die Sexualität Cervantes wurde von Daniel Eisenberg untersucht. Eisenberg hat weiche Fakten benutzt, die er in Cervantes Werk gefunden hat, womit er zu der folgenden Schlussfolgerung kommt: »er war auch nicht heterosexuell, im selben Sinne, wie das Wort heute benutzt wird. Wenn man ihn als bisexuell bezeichnen möchte, […] könnte ich es nicht bestreiten.« Obwohl er die Begriffe hetero-, homo- oder bisexuell für jene Zeit nicht für passend hält.[87][88]

- Über Luis de Góngora wirbelten unzählige Gerüchte in den Straßen von Madrid; Lieder und Gedichte bezeichneten ihn als Bujarrón (passiver Homosexueller). In seinen Gedichten können viele Beschreibungen junger männlicher Schönheit gefunden werden.[28]

«CONTRA DON LUIS DE GÓNGORA Y SU POESÍA

Este cíclope, no sicilïano,

del microcosmo sí, orbe postrero;

esta antípoda faz, cuyo hemisferio

zona divide en término italiano;
este círculo vivo en todo plano;

este que, siendo solamente cero,

le multiplica y parte por entero

todo buen abaquista veneciano;
el minoculo sí, mas ciego vulto;

el resquicio barbado de melenas;

esta cima del vicio y del insulto;
éste, en quien hoy los pedos son sirenas,

éste es el culo, en Góngora y en culto,

que un bujarrón le conociera apenas.»

- Von Juan de Tassis, Graf von Villamediana und ein enger Freund Góngoras, erzählen die Geschichtswissenschaftler Narciso Alonso Cortés und Gregorio Marañón, dass er einen post-mortem Rechtsstreit wegen Sodomie hatte, dessen Dokumentation sie im Archivo de Simancas einsehen konnten, die aber später verschwunden ist.[73] Bruquetas de Castro geht in seinem Buch Reyes que amaron como reinas so weit, eine Beziehung zwischen der Ermordung Villamedianas und seiner Kenntnis von den sodomitischen Ausschweifungen des Königs Philipp IV. von Spanien anzudeuten.[73] Die mysteriöse Ermordung des Villamediana verursachte eine Verfolgung seiner näheren Kreise wegen Sodomie. Der erste Fall wurde verursacht durch die Ermordung des Sohnes des Grafen von Benavente; Diego Enríquez, ein Verwandter, wurde angeklagt, und er gestand das Verbrechen; er gab zu, es aus Eifersucht, verursacht durch einen Liebesstreit um einen dritten Mann, begangen zu haben. Weitere Fälle waren Luis de Córdoba, Erstgeborener des Grafen von Cabra, der zum Tode durch Garrotte verurteilt wurde, und Diego Gaytán de Vargas, Vertreter des Hofstaates in Salamanca.[73]

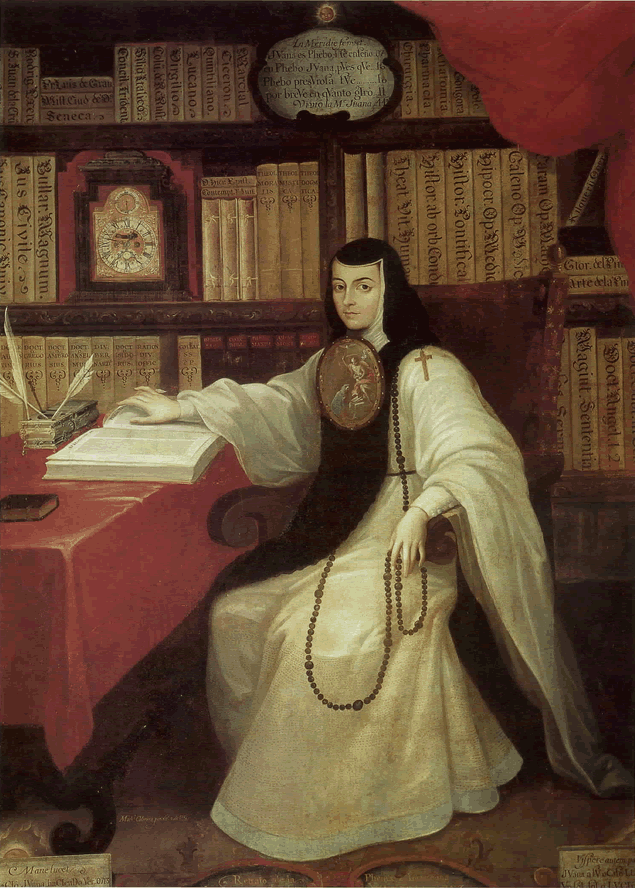
Miguel Cabrera: Sor Juana Inés de la Cruz (Ölgemälde, um 1750)

- Von Juana Inés de la Cruz ist auch wegen der engen Freundschaften, die sie mit einigen Frauen hatte, deren Schönheit sie in Gedichten pries, behauptet worden, dass sie lesbisch sei:

«Yo, pues, mi adorada Filis,
que tu deidad reverencio,
que tu desdén idolatro
y que tu rigor venero: […]
Ser mujer, ni estar ausente,
no es de amarte impedimento;
pues sabes tú que las almas
distancia ignoran y sexo.»

„Ich, meine geliebte Filis,
die ich deine Göttlichkeit verehre,
die deine Geringschätzung vergöttert,
und die deine Strenge anbetet: […]
Frau zu sein, oder weg zu sein,
ist kein Hindernis, dich zu lieben;
denn du weißt, dass für Seelen
Abstand nicht zählt und Sex.“

- Auch über die Beziehung zwischen María de Zayas y Sotomayor, Romanautorin, und Ana de Caro, Dramaturgin und Essayistin, ist spekuliert worden. Beide lebten zusammen in Madrid und ernährten sich von dem, was sie durchs Schreiben verdienten, unabhängig von jeglichem Mann. Tagebücher, Briefe, Kommentare von Zeitgenossen, wie Alonso de Castillo Solórzano, und modernen Wissenschaftlern, wie Maroto Camino, haben gezeigt, dass beide als Paar ihre Liebe nicht nur seelisch, sondern auch körperlich lebten.[79]
- Unter den Schauspielern kann Cosme Pérez ausgewählt werden, besser bekannt unter dem Namen Juan Rana («Hans Frosch»).[Anmerkung 8] Es ist aus einem zeitgenössischen Kommentar bekannt, dass er wegen der «ruchlosen Sünde» festgenommen wurde, obwohl er später wieder freigelassen wurde. Als «Witzbold des Entremés» wurde er so berühmt, dass ganze Theaterstücke für ihn geschrieben wurden: El doctor Juan Rana von Luis Quiñones de Benavente, Juan Rana poeta von Antonio de Solís, Juan Rana mujer von Jerónimo de Cáncer oder El triunfo de Juan Rana von Pedro Calderón de la Barca, insgesamt 44 Stück. Anhand der Theaterstücke, die für ihn geschrieben wurden, kann gesagt werden, dass der Schauspieler wahrscheinlich affektiert war und damit auf der Bühne spielte, wofür er berühmt war.[91]

### Anfang der Moderne
Die Gewohnheit, Homosexuelle vor ein weltliches Gericht zu stellen und zu verurteilen, hielt sich bis in die Mitte des 17. Jahrhunderts, ab welchem Zeitpunkt es keine öffentlichen Hinrichtungen mehr gab. Diese Tatsache erklärt sich mit einem Wandel der Sensibilität der spanischen und europäischen Gesellschaft und mit dem Wunsch, der Sodomie keinen öffentlichen Raum zu geben; die Richter schickten den Verurteilten lieber auf Galeeren oder in die Verbannung. Mit Beginn des 18. Jahrhunderts wurden nur einige wichtige Fälle vor den Richter gebracht.
Ab den dreißiger Jahren des 17. Jahrhunderts wandelte die Inquisition ihre Strafen ebenfalls, die Anzahl der zum Tode oder zu Galeerenstrafe Verurteilten sank, die Folter und das Peitschen wurden allmählich aufgegeben, und Verbannung, Geldstrafen und Zwangsarbeit wurden als Strafe immer mehr verhängt: »die Politik wandelte sich von einer Eindämmung [der Homosexualität] durch Terror zu einer puren und simplen Politik der Ausgrenzung«. Verbannungen, die 28,8 % der Verurteilungen darstellten, konnten zeitlich begrenzt sein oder lebenslang dauern und bezogen sich üblicherweise auf das Zuständigkeitsgebiet des Gerichtshofs, obwohl im Falle von Ausländern eine Verbannung aus ganz Spanien auch möglich war.

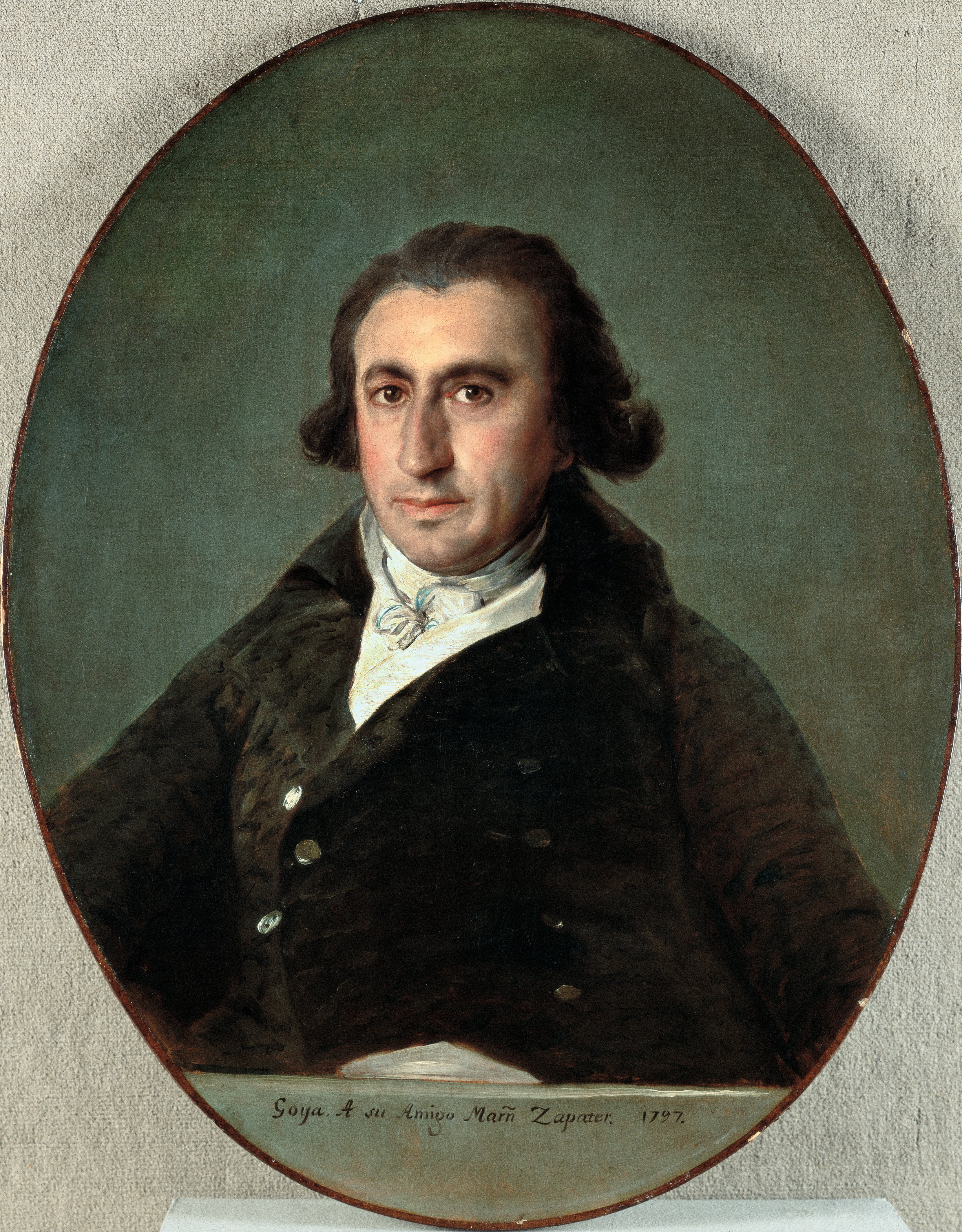
Porträt des Martín Zapater, gemalt von Goya (1797).

Fernando Bruquetas de Castro erklärt einen Teil der Geschichte Spaniens, und zwar den Aufstieg Godoys und den französischen Einmarsch, mit der Homosexualität König Karls IV. In jener Zeit war unter dem Volk wohl bekannt, dass Godoy der Liebhaber der Königin Maria Luise von Bourbon-Parma war, aber Bruquetas de Castro geht noch weiter und meint, Godoy sei auch der Liebhaber des Königs gewesen. Dies wäre seiner Ansicht nach die einzige Erklärung, um die Handlungen und Reaktionen Karls IV. plausibel machen zu können: »[… Er] war schwul oder dumm, vielleicht sogar beides gleichzeitig […]« Andere Geschichtswissenschaftler, wie Juan Balansó oder Emilio Calderó, haben die Bedeutung der Beziehung zwischen Godoy und Maria Luise im Aufstieg Godoys herabgestuft.
Im Jahre 2004 berichteten die Zeitungen von der Möglichkeit, dass der Maler Francisco de Goya eine homoerotische Beziehung gehabt haben könnte. Die Kunstgeschichtswissenschaftlerin Natacha Seseña hat in den Briefen Goyas an seinen engen Freund und Buchhalter Martín Zapater eine homoerotische Beziehung erkennen wollen. Der Beweis bestehe in Briefen, die bis 2004 unveröffentlicht geblieben sind:

«Martín mío, con tus cartas me prevarico... me arrebataría a irme contigo porque es tanto lo que me gustas y tan de mi genio que no es posible encontrar otro y cree que mi vida sería el que pudiésemos estar juntos y cazar y chocolatear y gastarme mis veintitrés reales que tengo con sana paz y en tu compañía me parecería la mayor dicha del mundo (pero qué poltroncitos que nos volveríamos), y en realidad no hay otra cosa que apetecer en este mundo con que si me escribes por ese estilo me revientas y me haces pasar unos ratos que me estoy hablando solo y contigo horas […]»

„Mein Martin, Deine Briefe machen mich verrückt... es würde mich hinreißen, zu Dir zu gehen, weil ich Dich so sehr mag und Du meiner Seele so verwandt bist, dass es mir nicht möglich ist, einen anderen zu finden, und glaube mir, ich würde für mein Leben gerne mir Dir zusammen sein und jagen und schokolatieren und meine dreiundzwanzig Reales mit Dir in Deiner Gesellschaft friedlich ausgeben, es würde mir als das größte Glück der Welt erscheinen (aber wie bequem würden wir werden), und wirklich gibt es nichts, was in dieser Welt mehr Lust bereitete, als wenn Du in diesem Stil schreibst, dass ich platze und Du mich lange Weilen mit mir selbst und Dir sprechen lässt […]“

«el que te ama más de lo que piensas» (»wer dich mehr, als du glaubst, liebt«) oder «tuyo y retuyo, tu Paco Goya» (»Dein und wieder Dein, Dein Franz Goya«) sind einige der Texte und Ausdrücke, die man dazu finden kann.

### Das 19. und Anfang des 20. Jahrhunderts

#### Gesetzgebung
Zu Anfang des 19. Jahrhunderts verbreiteten sich liberale Ideen aus Frankreich und später des Krausismos, deren Ursprung in Deutschland lag. Dies führte zum ersten spanischen Strafgesetzbuch von 1822, das die Sodomie nicht als Delikt erwähnte, während des sogenannten Trienio Liberal; es wurde aber kurz danach abgeschafft. Die Straftat der »Sodomie« bezog sich aber davor und danach immer noch auf die alte Vorstellung, die jegliche sexuelle Handlung außerhalb des Reproduktiven umfasste. Es war erst im Jahre 1848, mit dem neuen Strafgesetzbuch, dass die Sodomie endgültig daraus verschwand, was in den Fassungen von 1850, 1860 und 1870 so beibehalten wurde. Dies bedeutet aber nicht, dass nicht andere Gesetze angewendet werden konnten, wie die Bestimmungen gegen »öffentliches Ärgernis« (escándalo público) oder die »Verstöße wider die Moral, den Anstand und die guten Sitten« (faltas contra la moral, el pudor y las buenas costumbres).
Die Straftat der Homosexualität wurde mit dem Strafgesetzbuch von 1928 während der Regierung von Alfons XIII. wieder mit Paragraf 616 des Titels X eingeführt:

«El que, habitualmente o con escándalo, cometiere actos contrarios al pudor con personas del mismo sexo será castigado con multa de 1.000 a 10.000 pesetas e inhibición especial para cargos públicos de seis a doce años.»

„Wer, wiederholt oder unter Erregung öffentlichen Ärgernisses, mit gleichgeschlechtlichen Personen gegen die Sittlichkeit verstößt, wird mit einer Geldstrafe von 1.000 bis 10.000 Peseten und einem besonderen Verbot der Ausübung öffentlicher Ämter bestraft.“

1.000 bis 10.000 Peseten waren eine große Strafe, die nur reiche Leute bezahlen konnten. Ärmere Betroffene mussten als Ersatz eine Haftstrafe verbüßen. Auch Frauen wurden ausdrücklich im Paragraf 613 erwähnt:

«En los delitos de abusos deshonestos sin publicidad ni escándalo entre hembras, bastara la denuncia de cualquiera de ellas, y si se realizan con publicidad o producen escándalo, la de cualquier persona. En los cometidos entre hombres se procederá de oficio.»

„In den Straftaten bezüglich des sexuellen Missbrauchs ohne öffentliche Kenntnis oder öffentliches Ärgernis unter Weibern, reicht es aus, wenn eine von beiden [Frauen] es zur Anzeige bringt, oder, falls es mit öffentlicher Kenntnis oder unter Erregung öffentlichen Ärgernisses geschieht, reicht die Anzeige eines jeden. Die von Männern begangenen Straftaten werden von Amts wegen verfolgt.“

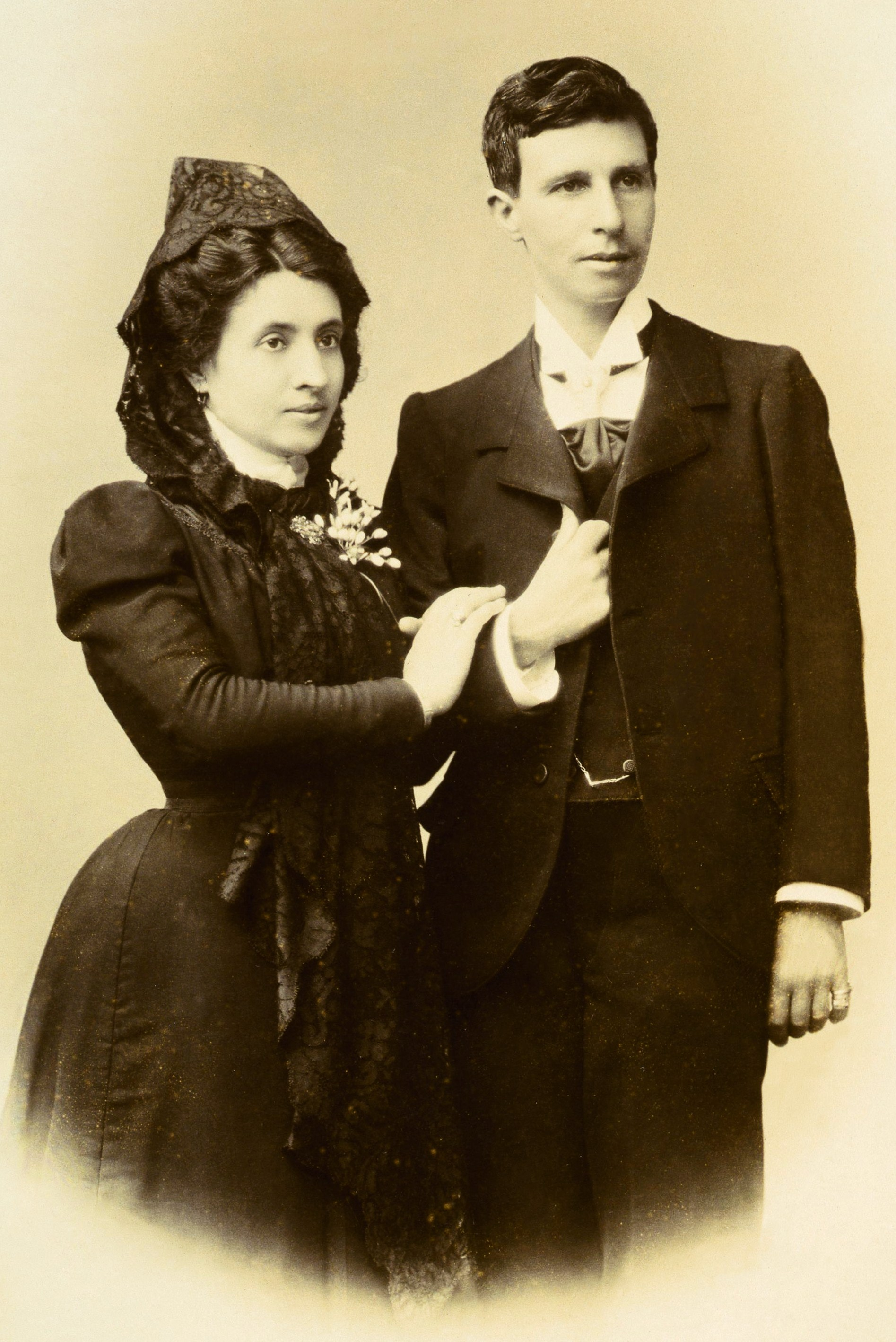
Marcela und Elisa, ca. 1901

Dieses Strafgesetzbuch wurde am 13. April 1931 von der neuen Republik abgeschafft, und das vorherige von 1870 wieder eingeführt. Das neue republikanische Strafgesetzbuch von 1932 behielt die Straflosigkeit bei. Damit wurde die Homosexualität unter erwachsenen Männer wieder straffrei, mit Ausnahme des Militärs.
1901 fand die Hochzeit der ersten bekannten Homoehe Spaniens statt. Am 8. Juni 1901 heirateten Marcela Gracia Ibeas und Elisa Sánchez Loriga, zwei Frauen, in La Coruña, wozu Elisa sich als Mann verkleidete und ausgab. Als die Täuschung aufflog, mussten beide aus dem Land fliehen, da sie keine Arbeit mehr finden konnten, die Justiz sie verfolgte und die Gesellschaft einen enormen Druck auf sie ausübte. Der Trauschein wurde dennoch niemals annulliert, was daran gelegen haben mochte, dass diese Ehe als nicht wirksam geschlossen angesehen wurde.
Dies alles reichte nicht zur Entstehung einer Homosexuellenbewegung, wie es in Deutschland oder gar in Frankreich oder England der Fall war, die gegen die Diskriminierung der Schwulen und Lesben gekämpft hätte oder für die eigene Wertschätzung eingetreten wäre. Jedoch findet man einzelne Stimmen, die sich sogar für die Homoehe aussprachen. So José María Llanas Aguilaniedo in einem Text aus dem Jahr 1904 in der Madrilener Zeitschrift Nuestro Tiempo:

«El homosexual entre individuos de sexo contrario, tan insatisfecho resulta como si se hallara aislado en el desierto; y un individuo insatisfecho es al fin un inútil; nada puede ni hace; ó viene á loco ó á un obseso peligroso. Apareado, en cambio, con otro homosexual, resulta apaciguado y puede ser útil á los demás. La molécula, el verdadero elemento social, quedan tan cerrados en este caso como en el matrimonio corriente, pues hay en la pareja amor, hay ayuda y sostén, lugar de reparo para la lucha y satisfacción perfecta del instinto, la única apetecida.
Si no se había presentado aún esta cuestión, es indudable que algún día, por muy triste y antipático que hoy nos parezca, ha de presentarse para su resolución.
¿Por qué no ocuparse en serio de ella ya?»

„Der Homosexuelle unter Individuen des konträren Geschlechts ist so unzufrieden, als ob er in der Wüste isoliert wäre; und eine unzufriedene Einzelperson ist letztendlich unnütz; nichts kann sie, nichts macht sie; entweder wird sie verrückt oder ein gefährlicher Besessener. Dagegen, begattet mit einem anderen Homosexuellen, ist sie beruhigt und kann den anderen nützlich sein. Das [soziale] Molekül, als echtes soziales Element, bleibt genauso vollständig in diesem Falle wie im Falle der üblichen Ehe, weil es in der Zweisamkeit Liebe, Hilfe und Halt gibt, Erholungsort für den Kampf und eine perfekte Befriedigung des Instinktes, die einzige erwünschte.
Falls keine dieser Fragen jemals gestellt worden ist, ist es zweifellos, dass ein Tag kommen wird, egal, wie traurig oder unsympathisch das uns heute erscheinen mag, an dem dies als Lösung präsentiert werden sollte.
Warum also nicht gleich sich ernsthaft damit beschäftigen?“

#### Subkultur und Namen

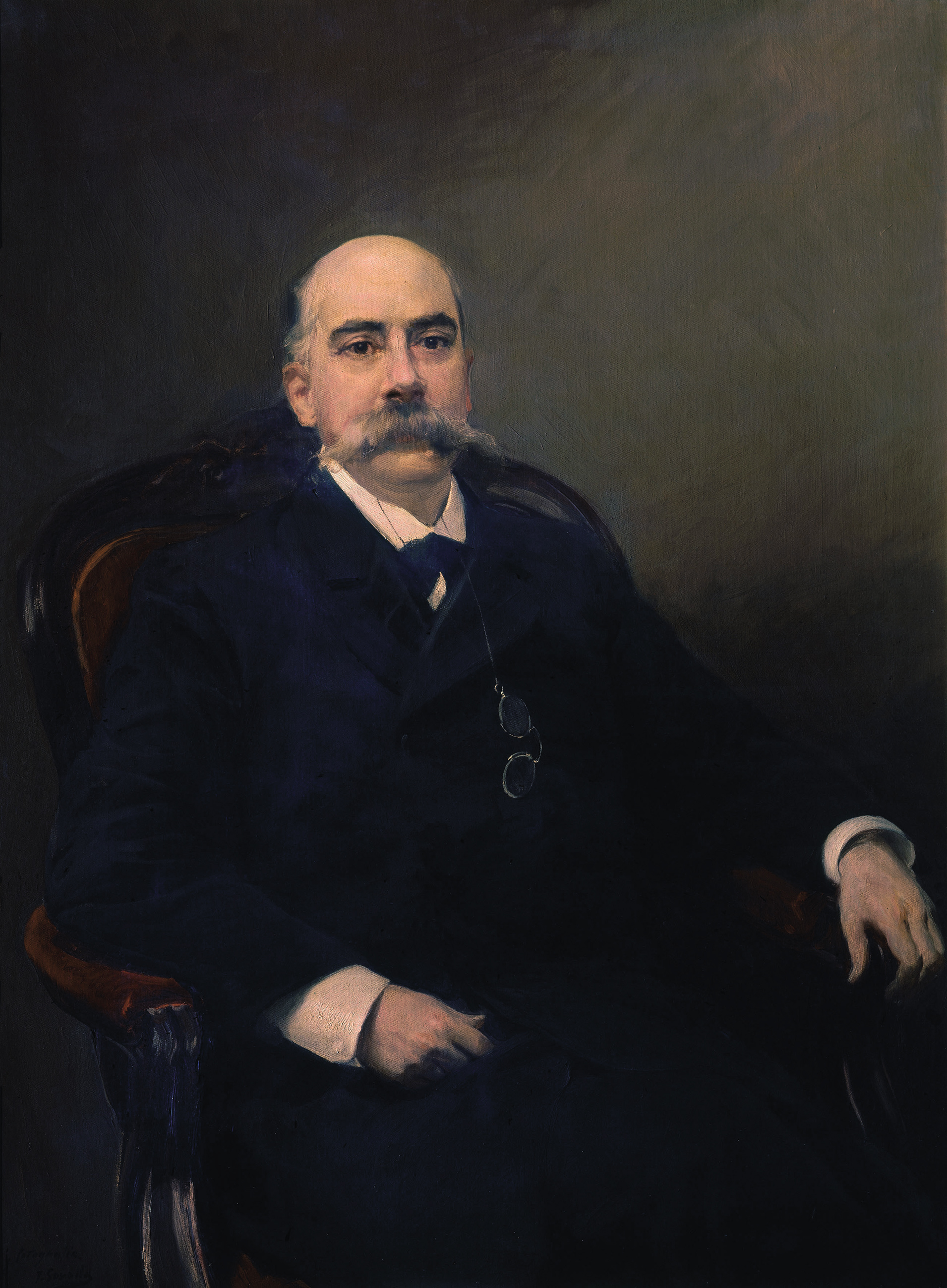
Emilio Castelar im Jahr 1901, gemalt von Joaquín Sorolla y Bastida.

Unter den Politikern und Machthabern des 19. Jahrhunderts sind hauptsächlich Francisco de Asís de Borbón, Ehemann der Königin Isabella II., und Emilio Castelar zu erwähnen. Die Homosexualität des Erstgenannten war allgemein bekannt unter dem Volke. Es gab unzählige Anekdoten darüber, und in Madrid häuften sich Schmählieder:

«Paquito Natillas
que es de pasta flora,
orina en cuclillas,
como una señora.»

„Franzi Vanillepudding
der aus Mürbeteig ist,
er pinkelt im Sitzen
wie eine Dame.“

Die Homosexualität Castelars ist und war bei weitem nicht so bekannt, obwohl einige Zeitungen ihn damals »Doña Inés del Tenorio« nannten. Bruquetas de Castro erzählt eine zarte Liebesgeschichte zwischen Castelar und José Lázaro Galdiano, die am Ende an dem Alters- und Interessensunterschied zerbrach.
Homosexuelle Männer aus erhabenen Kreisen waren im Café de Levante und Café del Vapor in Madrid oder im Chinesischen Viertel von Barcelona zu finden, öfters auch in teuren Hotels. Wie in anderen Ländern auch, gab es eine gewisse Identifizierung der Homosexualität mit der Aristokratie, wie die Figur des Marquis von Bradomín in der Geschichte «Estío» von Valle Inclán oder der Autor Antonio de Hoyos y Vinent selbst belegen. An diesen Orten konnten die »Señoritos« und »Señorones« gefunden werden. Señorones waren reiche und etwas ältere Männer, die heutzutage als Sugar-Daddies bezeichnet werden und die ephebische Jünglinge aus den unteren sozialen Schichten als Protegés zu sich nahmen, die sogenannten Señoritos.
Die Homosexuellen aus den unteren Schichten teilten sich üblicherweise auf in die »Locas«, wörtlich »Verrückte«, Tunten, effeminierte Männer, die oft Frauenrollen übernahmen, und »Chulos«, wörtlich »Zuhälter«, Männer aus den untersten Schichten der Gesellschaft, die sich selbst allerdings nicht als Homosexuelle sahen, da sie die aktive Rolle in der sexuelle Beziehung übernahmen. Die Chulos ließen sich oft für ihre Dienstleistungen bezahlen, womit sie gleichzeitig einen Vorwand hatten, um sich nicht als Schwule zu sehen: sie machten es nur für Geld.

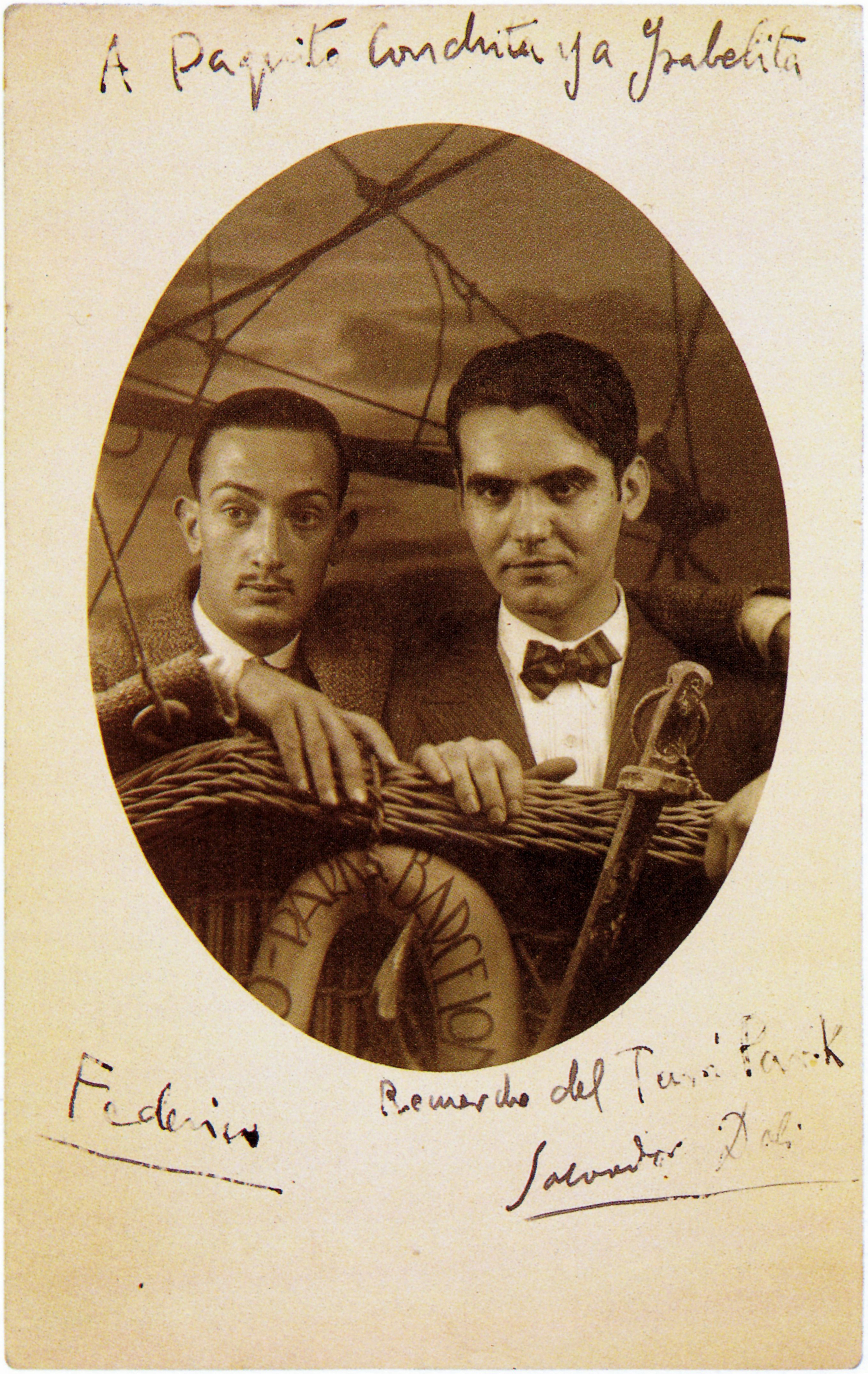
Federico García Lorca und Salvador Dalí im Jahr 1925.

Gegen Ende des 19. Jahrhunderts verbreiteten sich öffentliche Tuntenbälle in Madrid und Barcelona, wie etwa jener, der 1879 im Lokal La Alameda in der Alameda-Straße in Madrid am letzten Tag des Karnevals stattfand. »Über hundert Sodomiten in eleganter Kleidung und reichem Schmuck« nahmen teil. All dies war Anfang des 20. Jahrhunderts bereits verschwunden; möglicherweise waren es die Gesetze gegen öffentliches Ärgernis, die Schwule dazu bewogen, sich in private Clubs und Wohnungen zurückzuziehen. Diese Subkultur ist hauptsächlich in literarischen, kriminalistischen und ärztlichen Texten überliefert, was zu einer diesen Texten innewohnenden homophobischen Einstellung führte, die in jener Zeit weit verbreitet war. Homosexuelle wurden »getauft« in Zeremonien, die 1884 folgendermaßen von Teodoro Yáñez beschrieben wurden:

«[En determinados días se admitían socios nuevos en el club …] y despues [sic] de acreditar que no habían conocido varon [sic] con dos testigos, se les ponía una túnica blanca y una corona de azahar, y se les paseaba por el recinto, haciendo luego uno de ellos la primera introduccion [sic].»

„[An manchen Tagen wurden neue Vereinsmitglieder in den Club aufgenommen …], nachdem sie unter Berufung auf zwei Zeugen glaubhaft gemacht hatten, dass sie keinen Mann „erkannt“ hatten; dann bekamen sie eine weiße Tunika und eine Krone aus Orangenblüten, und sie wurden durch den Raum gefahren; später würde einer von ihnen die erste Einführung machen.“

Andere, ähnliche Zeremonien, waren »Hochzeiten« und »Geburten«:

«La ceremonia del paritorio es complicada y variable en cada caso. Celébranse en lugares de reunión, algunos de los cuales se han hecho famosos. Aparece un uranista en traje femenino, con el vientre abultado, andando penosamente. El supuesto médico y la reunión de amigos, deudos y familiares, alarmados, oblíganle a tenderse en el lecho, prodíganle toda clase de cuidados, refrescan con paños mojados su frente y sienes, sobreviniendo, al fin, tras una larga brega simulada, y en medio de grandes alaridos, el alumbramiento del muñeco, que es inmediatamente presentado al oficioso senado de expectantes. La más viva alegría se pinta en las caras; corre el vino a raudales, y el suspirado desenfreno hace al fin su aparición ente la grotesca turba.»

„Die Zeremonie der »Geburt« ist kompliziert und ändert sich jedes Mal. Sie wird in bestimmten Vereinigungsstätten durchgeführt, von denen einige später berühmt wurden. Es erscheint ein Urninger weiblich angezogen, mit einem geschwollenen Bauch, der Schwierigkeiten mit den Gehen hat. Der vermeintliche Arzt und die gespielten Freunde, Verwandten und Familie sind zusammen und alarmiert, legen ihn auf das Bett, versorgen ihn liebevoll, erfrischen ihn mit nassen Tüchern auf der Stirn, bis es zuletzt, nach einem simulierten Kampf und inmitten großen Geschreis, zu der Geburt einer Puppe kommt, die sofort den wartenden Zuschauern vorgeführt wird. Sie freuen sich und der Wein fließt in großen Mengen, bis die erwartete Zügellosigkeit Einzug unter dem skurrilen Gesindel gefunden hat.“

Auch Kabarett und Revue waren wichtige Zentren der »Rüchigkeit«, hauptsächlich während der Jahre der Sicalipsis. In den Café-concerts gab es sogar Travestie-Aufführungen, wie zum Beispiel der Fall von Edmond de Bries, der das Lied Tardes del Ritz (»Die Abende des Ritz'«) von Retana im Jahr 1923 als Frau verkleidet sang. Einige Lieder hatten sogar die Homosexualität zum Thema, immer in Form des Hohns und des Spotts, wie El peluquero de señoras (»Der Frauen-Friseur«) oder ¡Ay Manolo!, gesungen von Mercedes Serós.

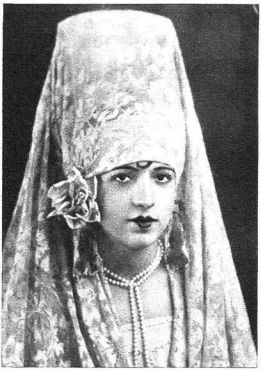
Travestiekünstler »La Asturiana« im Jahr 1933. Sie trat oft im Lokal »La Criolla« in Barcelona auf, wo sie Cupletistas nachahmte und persiflierte.

«Un pollito de esos que llevan

Las melenas hasta los pies

De este modo habló al peluquero

Con un poco de timidez:

"Quiero que me haga usted un peinado

Con raya al medio, en dos bandós,

Que sea así por el estilo

Del de la Cléo de Mérode" […]

No hay un batidor en la ciudad

Que peine con tanta suavidad […]

"A nadie jamás yo dejaré

Que ande en mi cabeza más que usted"

Y con gran amor él le dijo así

Lleno de rubor: „¡Ay sí!“»

„Ein Kücken, von denen,

Die langes Haar hin bis zu den Füßen tragen,

So sprach zu dem Friseur

mit etwas Schüchternheit:

»Ich möchte, dass Sie mir eine Frisur machen

In der Mitte gescheitelt, in zwei Hälften,

Im Stil so ähnlich wie

die von Cléo de Mérode« […]

Es gibt keinen Friseur in der Stadt,

Der so zart kämmen würde […]

»Niemanden anderes werde ich in Zukunft

mein Haupt berühren lassen, außer Ihnen«

Und mit großer Liebe sagte er so

Errötend: »Huch ja!«“

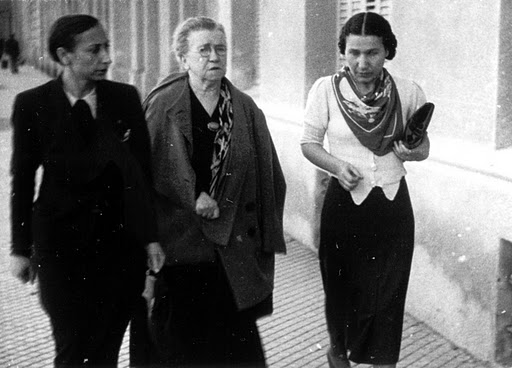
Lucía Sánchez Saornil und Emma Goldman

Eines der Zentren des homosexuellen Lebens in Spanien während der 20er und 30er war die Residencia de Estudiantes, deren Wurzeln tief in die Institución Libre de Enseñanza von Francisco Giner de los Ríos und den Krausismo zurückreichten. Einige der Studenten waren homosexuell, wie zum Beispiel Federico García Lorca. Lorca gehörte zum schwulen Kern der Generación del 27, der auch andere LGBT-Persönlichkeiten angehörten, wie Luis Cernuda, Juan Gil-Albert, Emilio Prados, Vicente Aleixandre oder Rafael de León. Zu dieser Gruppe von Dichtern muss auch Salvador Dalí gezählt werden.
Es gab auch einen »sapphischen Kreis« in Madrid, der als Begegnungs- und Austauschort diente. Dort trafen sich Frauen wie Carmen Conde, Victorina Durán, die Journalistin Irene Polo oder Lucía Sánchez Saornil. Die einzige, die es wagte, homoerotische Verse herauszugeben, war Sánchez Saornil, obwohl sie es unter einem männlichen Namen tat, Luciano de San-Saor. In Barcelona müssen Ana María Sagi und Tórtola Valencia erwähnt werden.
Es wurden sogar einige Bücher herausgegeben, die Homosexualität zum Gegenstand hatten, allerdings waren die meisten von Ausländern geschrieben. Emilio García Gómez gab das Buch Poemas arábigo-andaluces (»Arabisch-andalusische Gedichte«) heraus und war damit der erste, der die homoerotische Tradition von Al-Ándalus ohne Zensur publizierte. Donde habite el olvido (»Wo die Vergessenheit wohnen mag«, 1934), El marinero joven (»Der junge Seemann«, 1936) und Los placeres prohibidos (»Die verbotenen Vergnügen«, 1936) von Luis Cernuda beinhalten einige homoerotische Gedichte und hatten eine gewisse Resonanz. García Lorca hat seine Sonetos del amor oscuro (»Sonette der dunklen Liebe«) nie herausgegeben, und sie blieben von der Familie versteckt und unveröffentlicht bis 1984.
Die Homosexualität wurde, obwohl sie nicht strafbar war, dennoch von der Gesellschaft verachtet und ausgeschlossen, hauptsächlich von den konservativeren und ultra-katholischen Bereichen der Kirche. Homophobie wurde auch von der linken Seite des politischen Spektrums dazu benutzt, die Aristokratie und die Kirche anzugreifen, wie die Bücher A.M.D.G. von Pérez de Ayala, Ellas y ellos o ellos y ellas von Carmen de Burgos oder Las locas de postín von Álvaro Retana gut zeigen. Während des 19. Jahrhunderts hatte die Kriminalistik den Homosexuellen in ein Monster verwandelt – ein Urteil, das dank einer größeren Sichtbarkeit und des allmählichen Nachlassens moralisierenden Ballasts im 20. Jahrhundert nach und nach abgemildert wurde. Aber wer am meisten zu dieser Ausgrenzung und Ablehnung der Homosexuellen beitrug, waren die Ärzte. Ab der Jahrhundertwende gewinnt in Spanien eine endokrine Sichtweise der Homosexualität die Oberhand, die Homosexuelle in »gute« (keusche) und »böse« unterteilt. Eine typische Aussage der 20er Jahre berichtete, «por lo general la homosexualidad no se observa más que en individuos tarados desde el punto de vista psicopático o biológico» (»im Allgemeinen kann die Homosexualität aus psychopathischer oder biologischer Sicht nur unter gestörten Einzelpersonen angetroffen werden«). Der Hauptvertreter dieser Sicht war Gregorio Marañón; fairer als die meisten, war er gegen die Kriminalisierung der Homosexuellen, jedoch plädierte er für die Verheimlichung der Homosexualität und kann, als solches, als Vorgänger der »liberalen Homophobie« bezeichnet werden. Diese erstickende Atmosphäre bewegte einige Männer dazu, das Exil in Paris zu suchen.

### Der spanische Bürgerkrieg und die Diktatur Francos (1936–1976)
Am 18. Juli 1936 begann der Spanische Bürgerkrieg mit dem Aufstand des spanischen Militärs in Marokko gegen die 2. Republik. Die aufständischen Nationalisten vertraten keine klare Ideologie, aber waren auf jeden Fall stark nationalistisch und katholisch konservativ und lehnten sich später an den Faschismus und den Nazismus an. Es gibt keine Belege für eine bewusste oder organisierte Verfolgung Homosexueller, obwohl Homosexualität ein Risikofaktor war, der zu Misshandlung, Inhaftierung oder sogar Ermordung inmitten des Kriegschaos führen konnte. Der bekannteste Fall ist jener von Federico García Lorca, der von einer Falange-Milizgruppe erschossen wurde, weil er ein «roter Schwuchtel» gewesen sei, wie Ruiz Alonso, Führer der Gruppe, die Lorca festgenommen hatte, im Nachhinein die Tat rechtfertigte.
Anfangs war die Diktatur Francos mit der Verfolgung und Eliminierung jeglicher politischer Dissidenz beschäftigt, die aber mit der Zeit immer geringer wurde. Damit fing die allgemeine Verfolgung der sogenannten «Violetas» (»Lilas«) an, wofür die Änderung des Gesetzes für Nichtstuer und Landstreicher (Ley de vagos y maleantes) am 15. Juli 1954 ein Eckpfeiler war.

«A los homosexuales, rufianes y proxenetas, a los mendigos profesionales y a los que vivan de la mendicidad ajena, exploten menores de edad, enfermos mentales o lisiados, se les aplicarán para que cumplan todas sucesivamente, las medidas siguientes:
a) Internado en un establecimiento de trabajo o colonia agrícola. Los homosexuales sometidos a esta medida de seguridad deberán ser internados en instituciones especiales, y en todo caso, con absoluta separación de los demás.
b) Prohibición de residir en determinado lugar o territorio y obligación de declarar su domicilio.
c) Sumisión a la vigilancia de los delegados.»

„Homosexuelle, Zuhälter, professionelle Bettler und diejenigen, die von der Bettelei anderer leben, die Minderjährige, Geisteskranke oder Krüppel ausbeuten, bekommen folgende Maßnahmen auferlegt, die nacheinander erfüllt werden:
a) Einsperrung in ein Arbeitslager oder eine Agrarkolonie. Die Homosexuellen, die diese Sicherheitsmaßnahmen bekommen, müssen in speziellen Einrichtungen eingesperrt werden, und in jedem Fall komplett getrennt von den anderen.
b) Verbot der Ansässigkeit in einer bestimmten Ortschaft oder einem bestimmten Gebiet und Pflicht, den Wohnsitz anzumelden.
c) Unterwerfung unter die Überwachung durch die damit Beauftragten.“

Diese Arbeitslager und Agrarkolonien waren echte Konzentrationslager, in denen Inhaftierte unter unmenschlichen Bedingungen arbeiten mussten, bis sie vor Erschöpfung umfielen, öfters zusammengeschlagen wurden und verhungerten. Berühmt-berüchtigt ist die Agrarkolonie von Tefía in Fuerteventura, deren Lebensbedingungen im Roman Viaje al centro de la infamia (2006; Reise zum Mittelpunkt der Schande) von Miguel Ángel Sosa Machín aufgearbeitet werden. Die Kirche und Ärzteschaft wurden Komplizen des Regimes bei der Vernichtung jeglicher Orte der Selbstachtung der Homosexuellen.

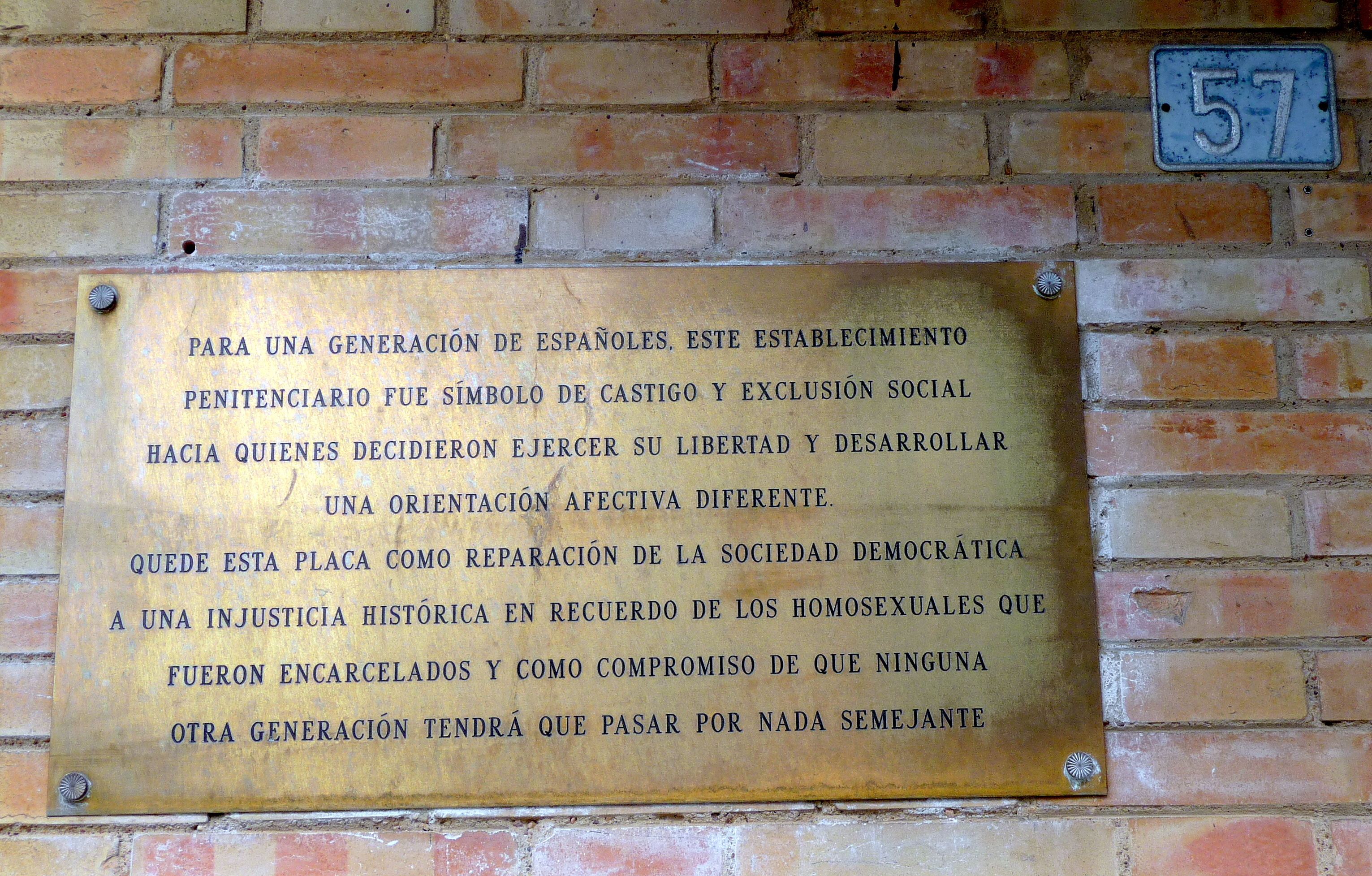
Gedenkplatte für die eingesperrten Homosexuellen im alten Provinzgefängnis von Huelva

Trotz allem entstand allmählich in den Sechzigern eine schwule Subkultur hauptsächlich in den großen Städten, anfangs im Untergrund und in den touristischen Gegenden, wo die Gesellschaft weniger konservativ war, wie in Barcelona, Ibiza, Sitges oder Torremolinos.
1970 wurde das Gesetz zur Gefährlichkeit und sozialen Rehabilitierung («Ley de Peligrosidad y Rehabilitación Social») erlassen, das, im Gegensatz zum vorherigen, die »Behandlung« und »Heilung« der Homosexualität anstrebte. Es wurden zwei Strafanstalten bestimmt, eine in Badajoz, in der die »passiven« Schwulen gesammelt wurden, und eine in Huelva, zu der die »aktiven« Schwulen verschleppt wurden. Zusätzlich, gab es besondere Bereiche für Homosexuelle in bestimmten Gefängnissen. In diesen Anstalten sollte die sexuelle Orientierung der Insassen durch Aversionstherapie (Elektroschocks) umgewandelt werden. Insgesamt wurden in ganz Spanien während der Diktatur 5.000 Männer und transsexuelle Frauen wegen schwulen Verhaltens festgenommen. Die Festgenommenen und Inhaftierten wurden weder in die Begnadigung vom 25. November 1975 noch in die Amnestie des 31. Juli 1976 miteinbezogen.
Francesc Francino und Armand de Fluviá gründeten, unter den Pseudonymen Mir Bellgai und Roger de Gaimon, 1970 im Untergrund in Barcelona den Movimiento Español de Liberación Homosexual (MELH; Spanische Bewegung der homosexuellen Befreiung), die erste Vereinigung in Spanien, die sich für die Schwulenrechte einsetzte. 1972 wurden vom MELH einige Mitteilungsblätter unter dem Titel Aghois (Agrupación Homosexual para la Igualdad Sexual, Homosexuelle Vereinigung für die sexuelle Gleichheit) herausgegeben, die allerdings zuerst nach Frankreich geschickt wurden, um dann erst wieder in Spanien über die Post verteilt zu werden. Die Gruppierung löste sich 1974 wegen der polizeilichen Bedrängung und Verfolgung auf.

### Die Demokratie

#### Die spanische Transition und die Regierung von Adolfo Suárez (1976–1981)
Nach dem Tode Francos 1975 wurde Juan Carlos I. König des neuen Staates, und, nach der kurzen Übergangszeit von Arias Navarro, wurde Adolfo Suárez zum ersten Regierungschef der neuen Demokratie ernannt. Suárez gewann kurz danach die ersten Wahlen im Jahr 1977.
1975, noch am Anfang der Transition, wurde der Front d’Alliberament Gai de Catalunya (FAGC) aus den Resten des MELH gegründet. Diese Vereinigung wurde erst am 15. Juli 1980 legalisiert. Der FAGC wurde Vorbild für viele andere Gruppierungen, die in Spanien nach und nach entstanden, wie beispielsweise der Euskal Herriko Gay Askapen Mugimendua (EHGAM) im Baskenland und der Frente Homosexual de Acción Revolucionaria (FHAR), der MDH und der Mercurio in Madrid. 1977 wurde der FAGC zur Speerspitze in der Entstehung der Federació de Fronts d’Alliberament Gai dels Països Catalans, der allerdings nur sehr kurz Bestand hatte, und der Coordinadora de Frentes de Liberación Homosexual del Estado Español (COFLHEE), in der die folgenden spanischen Gruppen zusammenarbeiteten: der FAGC selbst, die drei Gruppen aus Madrid, der EHGAM, FAGI, AM, MH Aragón und FLH Galicia. Gleichzeitig mit der explosionsartigen Vermehrung der LGBT-Gruppierungen gründete Armand de Fluviá im Jahr 1977 in Barcelona das Institut Lambda, später Casal Lambda, das erste Dienstleistungszentrum für LGBT im ganzen Land. Im selben Jahr entstand die Zeitschrift Hotsa, herausgegeben von EHGAM, die erste ihrer Art in Spanien.
Ebenfalls im Jahr 1977, nämlich am 28. Juni, organisierte die FAGC die erste Demonstration Spaniens für die Rechte der LGBT-Gemeinschaft in Barcelona, als Homosexualität noch illegal war. 5000 Menschen marschierten durch die Ramblas. In diese Demonstration griff die Polizei ein, was dazu führte, dass einige Demonstranten verletzt und andere festgenommen wurden.
1978 kam es zum ersten öffentlichen Outing. Armand de Fluviá, der bis dahin das Pseudonym Roger de Gaimon benutzt hatte, bekannte sich öffentlich im regionalen Programm Vosté pregunta des spanischen staatlichen Fernsehsenders TVE, einer der meistgesehenen jener Zeit, als schwul. Im selben Jahr nahmen die ersten Schwulen an Fernsehdebatten teil, als Armand de Fluviá und Jordi Petit im Programm La Clave von TVE teilnahmen.
Die erste lesbische Gruppe, der Grup de Lluita per l’Alliberament de la Dona, wurde 1979 in Barcelona gegründet. Selbst nach dieser Gründung wirkten Lesben eher zurückhaltend in der Bewegung, bis im Jahr 1987 zwei Frauen wegen eines Kusses in der Öffentlichkeit festgenommen wurden. Als Reaktion wurde am 28. Juli desselben Jahres ein massiver Protest mit Kiss-In in der Puerta del Sol organisiert, das sich seither jährlich wiederholt hat.
Ab 1978 hatten diese Gruppen in Madrid keine Kontinuität: im Jahr 1978 verschwanden FHAR und MDH, deren Aktivisten sich in der Gruppe Mercurio vereinten und danach den Frente de Liberación Homosexual de Castilla (FLHC) gründeten, der die bis dahin größte Demonstration Spaniens organisierte, bei der am 28. Juni 1798 um die 10.000 Menschen zusammenkamen. Das Bulletin des FLHC wurde unter drei Namen herausgegeben, La Ladilla Loca, La voz del FLHOC und Aquí el FLHOC. Spannungen zwischen Schwulen und Lesben führten 1981 zur Entstehung des Colectivo de Feministas Lesbianas de Madrid (CFLM), der im ganzen Staat aktiv war, und des Grupo de Acción por la Liberación Homosexual (GALHO), etwas weniger radikal als der FLHOC. Sowohl FLHOC wie GALHO verschwanden kurze Zeit später.
1978 trat die neue Verfassung in Kraft, ein Grundgesetz, das die Demokratie und die Trennung von Kirche und Staat festschrieb. Trotzdem wurde das Gesetz für Nichtstuer und Landstreicher noch im Jahre 1978 gegen drei Personen angewandt. Die letzten wegen ihrer Homosexualität Gefangenen wurden erst ein Jahr danach freigelassen. Der Widerstand gegen die Rechte der Homosexuellen kam nicht nur aus dem rechten Lager und der Katholischen Kirche, sondern auch aus der linken Ecke. In einem Interview mit Tierno Galván in der Zeitschrift Interviú 1977 sagte er:

«No, no creo que se les deba castigar. Pero no soy partidario de conceder libertad ni de hacer propaganda del homosexualismo. Creo que hay que poner límites a este tipo de desviaciones, cuando el instinto está tan claramente definido en el mundo occidental. La libertad de los instintos es una libertad respetable..., siempre que no atente en ningún caso a los modelos de convivencia mayoritariamente aceptados como modelos morales positivos.»

„Nein, ich glaube nicht, dass sie [die Homosexuellen] bestraft werden sollten. Aber ich bin auch nicht dafür, ihnen Freiheit zu geben oder Werbung für Homosexualismus zu erlauben. Ich glaube, dass Grenzen gegenüber dieser Art von Abweichung gezogen werden sollten, wenn der Instinkt in der westlichen Welt so deutlich definiert ist. Die Freiheit der Instinkte ist eine achtbare Freiheit..., wenn sie in keinem Fall gegen die positiven Rollen des Zusammenlebens verstößt, die von der Mehrheit akzeptiert sind.“

Hierin wusste er sich einig mit Federica Montseny, Anarchistin der CNT, Eladio García, aus dem Partido del Trabajo de España, Manuel Guedán, aus der Organización Revolucionaria de Trabajadores, oder Diego Fábregas, aus der Organización de Izquierda Comunista.

#### Regierungszeit von Felipe González (1982–1996)
Sobald die erste und entscheidende Phase der Transition vorüber war, entstand eine wahre kulturelle, soziale und wirtschaftliche Revolution, wovon die Movida madrileña das beste Beispiel ist.
Bis 1986 wurde Homosexualität als eine »Straftat gegen die Ehre« in der Armee bezeichnet und war deshalb auch illegal. Das militärische Strafgesetzbuch bestrafte bis dahin Homosexualität mit Entlassung und zwischen sechs Monaten und sechs Jahren Haft.
1983 entstand die Asamblea Gai de Madrid (AGAMA), die die Bulletins Madrid Gai, später Mundo Gai, bis zu ihrer Auflösung im Jahr 1986 herausgab. Bis 1985 gab es keine stabile LGBT-Organisation in Madrid, im Gegensatz zu Barcelona und Bilbao, die seit Ende der 70er standfeste Gruppen hatten; dies änderte sich mit der Entstehung des Colectivo Gai de Madrid (COGAM), später Colectivo de Lesbianas, Gays, Transexuales y Bisexuales de Madrid. 1987 gab COGAM zum ersten Mal die Newsletter Entiendes...? heraus. In Katalonien gründete 1986 der Aktivist Jordi Petit die Coordinadora d’Iniciatives Gais, die sich zwei Jahre später in die Coordinadora Gai-Lesbiana de Catalunya (CGL) umwandelte, ein Dachverband mehrerer katalanischer Gruppen. 1986 wurde auch die Gruppe Col•lectiu Lambda in Valencia gegründet. 1989 entstand in Córdoba der Foro Permanente sobre Homosexualidad, der sich 1992 in COLEGA umbenannte. COLEGA, eine eher konservative Gruppierung, verbreitete sich ab 1993 rasch in Andalusien und benachbarten Regionen. 1989 vereinten sich in Barcelona das Institut Lambda und die Comisión Pro-Casal, in den Casal Lambda, der später eine Zeitschrift desselben Namens herausgab. Im selben Jahr entstand die erste stabile Organisation Transsexueller, genannt Transexualia.
1992 verließ COGAM den Dachverband COFLHEE, weil er als zu radikal angesehen wurde, was zur Entstehung anderer radikalerer Gruppen wie La Radical Gai y LSD, eine lesbische Gruppe, führte. Im selben Jahr vereinigte sich der Comité Reivindicativo y Cultural de Lesbianas (CRECUL), entstanden im Jahr zuvor, mit COGAM, woraus unter der Leitung von Armand de Fluviá der Dachverband Federación Estatal de Gais y Lesbianas (FEGL) entstand, später Federación Estatal de Lesbianas, Gays, Transexuales y Bisexuales (FELGTB); später sollten Casal Lambda, NOS (Granada), 28-J (Jaén) und Gais Cristians/es hinzukommen. Der Dachverband wuchs im Laufe der Zeit mit dem Dazukommen anderer wichtiger Gruppen wie Gehitu (Baskenland), Alega (Cantabria), Gamá (Kanarische Inseln) oder der Col•lectiu Lambda (Valencia) zur wichtigsten LGBT-Organisation Spaniens heran. Die Leitung des Dachverbandes wurde mit wichtigen Aktivisten besetzt, wie Pedro Zerolo, Íñigo Lamarca, Juana Ramos, Miguel Ángel Fernández, Beatriz Gimeno oder Toni Poveda.

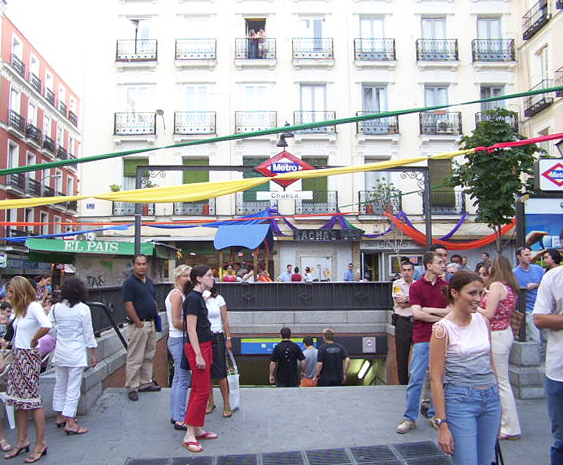
Chueca-Platz in der Altstadt von Madrid, Kern des schwulen Lebens der Stadt.

Ab Mitte der 90er Jahre entstehen die ersten Schwulenviertel in Spanien: Chueca in Madrid und Gaixample in Barcelona. Beide Viertel entstanden aus kleine Ansammlungen schwuler Lokale, die sich während der Transition nach nordamerikanischen Vorbildern (wie The Castro und Greenwich Village) und europäischen Beispielen (Le Marais und Old Compton Street) entwickelten und sich in wahre homosexuelle Zentren der Kultur, des Vergnügens und des Geschäftslebens verwandelten. Gleichzeitig entwickelten sich einige touristische Gegenden zu den wichtigsten Reisezielen für Schwule in Europa, wie Ibiza, Playa del Inglés-Maspalomas, Sitges und insbesondere Barcelona.
Im Februar 1995 begann der Fall Arny in Sevilla, der von Jesús Vázquez, einem der Betroffenen, als «letzter Versuch der Reaktionäre, das Unabweichbare niederzuschmettern,» bezeichnet wurde. Arny war der Name einer Schwulenkneipe, in der sich angeblich Minderjährige prostituierten. Der Skandal war enorm, 48 Männer wurden angeklagt, unter anderem bekannte Namen wie der schon erwähnte Fernsehmoderator Jesús Vázquez, der Schauspieler und Sänger Javier Gurruchaga, der Humorist Jorge Cadaval, der Exjugendrichter Manuel Rico Lara, Antonio Tejado, Bruder der Sängerin María del Monte, und der Marquis von Soto Hermoso, Ramón de Carranza y Villalonga. Die meisten wurden nach der Aussage des »Zeugen Nummer 1« angeklagt, José Antonio S. B., ein Junge von 15 Jahren, der laut Urteil des Provinzgerichts von Sevilla folgendes ausgesagt hatte: »Wenn die Medien mir jene gewisse Menge an Geld gegeben hätten, die ich verlangt hatte, hätte ich gesagt, dass die höchsten Instanzen im Lande mit mir geschlafen hätten.« Derselbe wurde 2005 wegen Mordes an einem Freier verurteilt, dem er sich im Arny angeboten hatte und der die vereinbarte Geldsumme nicht hatte bezahlen wollen. Letztendlich wurden die meisten Angeklagten mangels Beweises freigesprochen; tatsächlich hatten einige der Angeklagten nie einen Fuß ins Arny gesetzt. Der moralische Schaden waren enorm, Jorge Cadaval sagte, »das zerbrochene Glas bleibt zerbrochen« («El vaso roto, roto está»); der Fall hatte aber auch wesentliche wirtschaftliche Konsequenzen für die Betroffenen, und Jesús Vázquez zum Beispiel erzielte in jener Zeit nur 10 % des geplanten Einkommens.

#### Regierungszeit von José María Aznar (1996–2004)

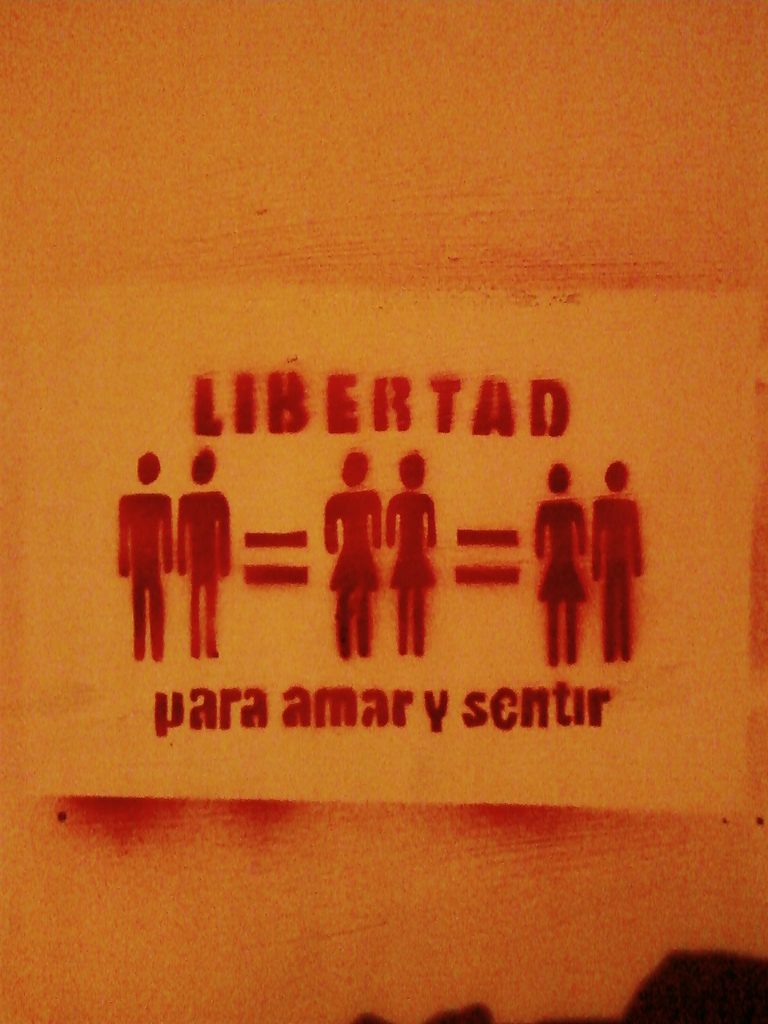
Graffiti: »Freiheit / zum Leben und Fühlen«.

Die sozialdemokratische Partei PSOE verlor die Wahlen 1996; die Regierung ging an den Partido Popular; das war das erste Mal seit 1934, dass in Spanien eine konservative Partei eine demokratische Regierung führte. In den acht Jahren von José María Aznar an der Macht lehnte die Regierung jegliche Form der Legalisierung des Zusammenlebens von Homosexuellen ab, unter anderem auch die Homoehe. Homosexuelle Paare bekamen keine legale Anerkennung auf staatlicher Ebene, aber einige Autonomien legalisierten eheähnliche Gemeinschaften (»Parejas de hecho«), auch die homosexuelle, soweit es den regionalen Regierungen möglich war, um ein Minimum an gesetzlichem Schutz zu gewähren. Am 30. Juni 1998 führte Katalonien als erste autonome Regierung Spaniens die eheähnliche Gemeinschaft ein, gefolgt von Valencia, am 1. Dezember 2001 von Madrid, am 2. Januar 2002 von den Balearen, im Mai desselben Jahres von Asturien und im Dezember von Andalusien; 2003 folgten die Extremadura, das Baskenland und Aragonien.
Obwohl Homosexualität zwei Jahrzehnte zuvor legalisiert worden war, war die Polizei Ende der 1990er Jahre immer noch in Besitz der Polizeiakten der während der Diktatur und der Transition gefangengenommenen Homosexuellen. Erst 2001 wurde ein Gesetz verabschiedet, womit diese Akten entfernt wurden.
Der erste spanische Politiker, der sich öffentlich als schwul bekannte, war während der Wahl 1999 Miguel Iceta, Abgeordneter des PSC, gefolgt ein Jahr danach von Jerónimo Saavedra, sozialistischer Exbildungsminister, der es in dem Buch Outing en España von Fernando Bruquetas tat. Später sollte es José María Mendiluce von den Los Verdes im Wahlkampf vom Januar 2003 um das Oberbürgermeisteramt von Madrid tun.
Während der Regierung von Aznar wurde die Zeitschrift Zero gegründet, eine an die LGBT-Gemeinde gerichtete, monatliche Lifestyle-Illustrierte. Die Zeitschrift wurde zu einem Bezugspunkt der schwulen Kultur. Von ihren Inhalten haben insbesondere mehrere Coming-out-Geschichten die spanische Gesellschaft in Erstaunen versetzt, darunter das erste Bekenntnis eines hohen Militärs, des Oberstleutnants Sánchez Silva, eines Guardia Civil und eines Priesters; auch wichtige öffentliche Persönlichkeiten wie José María Mendiluce, Jesús Vázquez, Eusebio Poncela, Rafael Amargo, Jorge Cadaval, Humorist von Los Morancos, Nacho Duato, obwohl dieser seine Homosexualität nie geleugnet hatte, oder Arturo Tejerina. Auf der Titelseite der Zeitschrift erschienen auch wichtige Politiker, wie José Luis Rodríguez Zapatero, Gaspar Llamazares und Alberto Ruiz-Gallardón, die ihr darüber hinaus lange Interviews gaben.
1996 trennte sich die Fundación Triángulo von COGAM. Die neue Stiftung organisierte die erste Muestra Internacional de Cine Gai y Lésbico de Madrid. Im Mai 1996 gründete sich die Gruppe De Par en Par in Extremadura, die letzte autonome Gemeinschaft, die eine eigene LGBT-Gruppe bekam.

### Das 21. Jahrhundert

#### Regierungszeit von José Luis Rodríguez Zapatero (2004–2011)

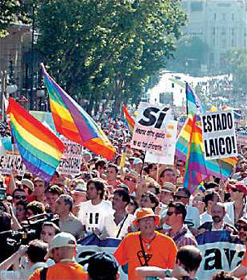
CSD im Jahre 2005 in Madrid. Die Demonstration feierte die Legalisierung der Homoehe.

Der PP verlor die Spanische Parlamentswahl 2004, womit die Mitte-links-Partei PSOE an die Macht kam. José Luis Rodríguez Zapatero, Chef der Sozialisten, hatte im Wahlkampf die Legalisierung der Homoehe versprochen, und am 3. Juli 2005 trat das Gesetz in Kraft; Spanien war damit das dritte Land der Welt, das ein solches Gesetz einführte. In den Worten Zapateros: «Wir waren nicht die Ersten, aber wir werden auch nicht die Letzten sein. Viele Länder werden uns folgen, getrieben, meine Herren, von zwei unaufhaltsamen Kräften: Freiheit und Gleichheit». Im Parlament waren 187 Stimmen dafür (PSOE, PNV, ERC, CC, IU, Grupo Mixto, zwei Abgeordnete von CiU und eine Abgeordnete vom PP) und 147 dagegen (UDC und PP) bei vier Stimmenthaltungen. Das Gesetz wurde von 66 % der Bevölkerung nach einer Umfrage des CIS unterstützt. Die Homoehe wurde von der katholischen Kirche und benachbarten Organisationen, wie der Foro Español de la Familia, stark kritisiert. Das Gesetz brachte die komplette Gleichstellung der homosexuellen Ehe mit der heterosexuellen Ehe, so dass auch die gemeinsame Adoption möglich wurde.
Im ersten Jahr, in dem das Gesetz gültig war, wurden 4500 Ehen von Homosexuellen geschlossen. Fast zwei Jahren nach der Einführung, am 27. Februar 2007, brachte der PP einen Gesetzesentwurf ins Parlament ein, der die Ehe als exklusiv zwischen einem Mann und einer Frau definierte. Der Entwurf war eine Bürgerinitiative, vom Foro Español de la Familia organisiert und von über 1,5 Millionen Personen unterschrieben. Nur der PP und UDC stimmten für den Gesetzesentwurf, aber sie waren in der Minderheit, womit die Homoehe Bestand hatte.
Im Oktober 2006 wurde in Sitges das erste Monument in Spanien eingeweiht, das dem LGBT-Kollektiv gewidmet ist, ein rosa Winkel am Kai. Am 13. Oktober 2007 wurden in Tefía auf Fuerteventura ein Monolith und eine Tafel in Erinnerung an die homosexuellen Opfer der frankistischen Gesetze errichtet. Am 16. Mai 2009 wurde in Durango ebenfalls ein Monolith im Gedenken an jene Menschen, die wegen ihrer abweichenden Sexualität während der Diktatur Francos verfolgt wurden, aufgestellt. Am 20. März 2011 wurde in Barcelona im Parc de la Ciutadella ein Denkmal »im Gedenken an Gays, Lesben und Transsexuelle, die im Laufe der Geschichte verfolgt und unterdrückt wurden«, eingeweiht – am selben Ort, an dem die Transgender Sonia von einer Gruppe von Skinheads zu Tode geschlagen worden war.

#### Regierungszeit von Mariano Rajoy (2011 bis 2018)
Der Partido Popular (PP) klagte, kurz nach dem Inkrafttreten der Homoehe, vor dem spanischen Verfassungsgericht gegen dieses Gesetz. Die Klage wurde am 6. November 2012 mit acht Stimmen für die Vereinbarkeit des Gesetzes mit der Verfassung bei drei Gegenstimmen entschieden. Obwohl der PP an der Macht war und das Gesetz hätte ändern können, hielt die neue Regierung ihr Versprechen, die Entscheidung des Verfassungsgerichtes zu akzeptieren. Eine abweichende Meinung vertrat Anfang 2013 der Innenminister, Jorge Fernández Díaz: »Homosexualität garantiert nicht das Überleben der Menschheit.« Diese Einstellung war aber innerhalb seiner eigenen Partei umstritten.
Der LGBT-Dachverband FELGTB befand im Jahr 2013 nichtsdestotrotz, dass die Rechte und die Gleichheit der Schwulen und Lesben in den zwei Jahren der PP-Regierung sich vermindert hätten. Der FELGTB nannte zum Beispiel drastische Kürzungen der Subventionen für den Kampf gegen AIDS und andere Sparmaßnahmen im Gesundheitswesen, die Beseitigung des Schulfaches »Educación para la ciudadanía« (»Bürgerkunde«), das den Schülern, unter anderem, die Realität der Homosexualität näherbringen sollte, oder der mangelnde Einsatz der spanischen Regierung in der Verteidigung der LGBT-Rechte weltweit. Einer der wichtigsten Streitpunkte war das neue Gesetz zur künstlichen Befruchtung, das eine solche für ledige und lesbische Frauen aus dem Leistungskatalog der öffentlichen Krankenkasse herausnahm. In den Worten der Gesundheitsministerin, Ana Mato: «Das Fehlen eines Mannes ist kein ärztliches Problem.» Gegen diese Regel bekam eine lesbische Frau in Asturien vor Gericht Recht, und der Staat musste ihr die Kosten ihrer künstlichen Befruchtung zurückerstatten.
Mehrere LGBT-Organisationen haben den Stadtrat von Madrid, ebenfalls in Händen des PP, wegen seines fehlenden Engagements für bzw. wegen seines aktiven Entgegenwirkens gegen den CSD in Madrid angeprangert, nachdem die Stadt die für den CSD verantwortliche Organisation mit einer Geldbuße von 160.000 Euro wegen Lärms belegt hatte. Unbeeinträchtigt davon wirkte die Stadt noch im Jahr 2012 aktiv mit, dass Madrid im Jahr 2016 gleichzeitig Europride und WorldPride organisieren dürfe, und der CSD wird unbehelligt davon immer größer. Nicht nur eine gewisse Ablehnung der Einwohner von Chueca wegen des Geräuschpegels und der Umtriebigkeit in einem »Spaßviertel«, sondern auch die steigenden Lebenshaltungskosten in diesem Stadtviertel haben viele Schwule und hauptsächlich Lesben dazu gebracht, nach Lavapiés umzuziehen und ein neues »rosa Viertel« zu gründen, volksnäher und weniger kommerziell.
Im Jahr 2012 entstand die erste muslimische LGBT-Organisation Spaniens, die Asociación de Musulmanes Homosexuales LGTB (AMHO). Seit 2005 ist in Spanien die marokkanische LGBT-Organisation Kif-kif aktiv, da sie in Marokko verboten ist.